# Schwäbisch Hall
Schwäbisch Hall (1802–1934 offiziell nur Hall – wie bis heute umgangssprachlich) ist eine Stadt im fränkisch geprägten Nordosten Baden-Württembergs etwa 37 km östlich von Heilbronn und 60 km nordöstlich von Stuttgart. Sie ist der Kreissitz und die größte Stadt des Landkreises Schwäbisch Hall und bildet ein Mittelzentrum im Regionalverband Heilbronn-Franken.
Die im Mittelalter um eine Saline entstandene Gewerbesiedlung auf fränkischem Königsgut, 1156 erstmals urkundlich sicher belegt, wurde zu einer staufischen Königsstadt. 1280 erlangte Hall den Status einer Reichsstadt im Heiligen Römischen Reich und konnte diesen bis zur Mediatisierung 1802 beibehalten.
Schwäbisch Hall ist seit dem 1. Oktober 1960 eine Große Kreisstadt.
Bekannt ist die Stadt durch den nach ihr benannten Heller wie auch für die Salzsieder, die Bausparkasse Schwäbisch Hall, die Footballer der Schwäbisch Hall Unicorns und die Freilichtspiele auf der großen Treppe vor St. Michael.

Panorama der Altstadt im Kochertal

Panorama Marktplatz

## Geographie

### Geographische Lage
Schwäbisch Hall liegt an einer alten Salzquelle im schroff eingeschnittenen Kochertal, in das von beiden Seiten mehrere steile Muschelkalk-Klingen münden. Die neueren Stadtteile und eingemeindeten Orte liegen meist zu beiden Seiten des Flusses auf der Hochfläche der Haller Ebene, die von den größeren Höhen des Schwäbisch-Fränkischen Walds umgeben ist. Das Stadtgebiet hat Anteil an den Naturräumen Schwäbisch-Fränkische Waldberge, Kocher-Jagst-Ebene und Hohenloher-Haller Ebene.

### Nachbargemeinden
Die folgenden Städte und Gemeinden grenzen an die Stadt Schwäbisch Hall (im Uhrzeigersinn, von Norden):
Untermünkheim, Braunsbach, Wolpertshausen, Ilshofen, Vellberg, Obersontheim, Michelbach an der Bilz, Rosengarten, Oberrot, Mainhardt und Michelfeld (alle Landkreis Schwäbisch Hall) sowie Waldenburg und Kupferzell (beide Hohenlohekreis).
Mit den Gemeinden Michelbach an der Bilz, Michelfeld und Rosengarten ist die Stadt Schwäbisch Hall eine vereinbarte Verwaltungsgemeinschaft eingegangen.

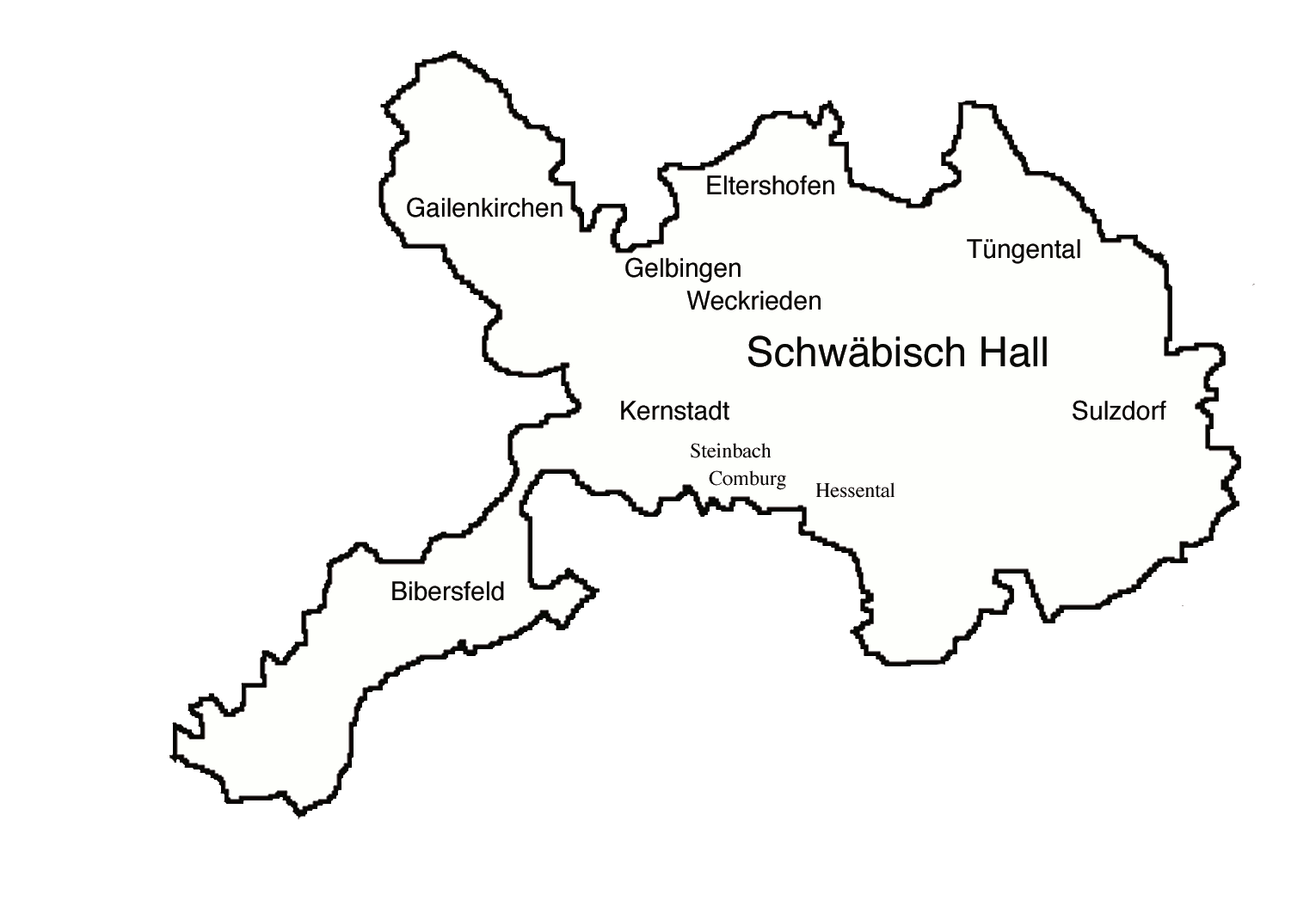
Lage der eingemeindeten Teilorte und der Comburg

### Stadtgliederung
Das Stadtgebiet von Schwäbisch Hall gliedert sich in insgesamt 17 Stadtteile.
Bereits in den 1930er Jahren wurden die zuvor selbstständigen Gemeinden Steinbach und Hessental eingemeindet und damit zu Stadtteilen von Schwäbisch Hall.
Im Zuge der Gebietsreform der 1970er Jahre wurden weitere sieben umliegende Orte eingemeindet und als Ortschaften im Sinne der baden-württembergischen Gemeindeordnung eingerichtet, sie haben einen Ortschaftsrat, dem ein Ortsvorsteher vorsteht.
| Stadtteil                     | Wappen 1                 | Eingemeindung   | Einwohner 31. Dez. 2017 | Wohnplätze |
| ----------------------------- | ------------------------ | --------------- | ----------------------- | --- |
| Stadtmitte                    |                          |                 | 2758                    | Stadtkern, Katharinenvorstadt, Weilerwiese, Gelbinger Gasse sowie Vorderer Galgenberg                                                      |
| Nördliche Kernstadt           |                          |                 | 955                     | Rippergstraße, Spinnerei, Auwiese, Diak sowie Wettbach                                                                                     |
| Kreuzäcker                    |                          |                 | 3984                    | Lehen, Kreuzäcker, Herrenäcker, Klingenberg sowie Friedensberg                                                                             |
| Südliche Kernstadt            |                          |                 | 908                     | Lindach, Ackeranlagen, Unterlimpurger Straße sowie Oberlimpurg                                                                             |
| Tullauer Höhe / Hagenbach     |                          | 1. April 1935 2 | 3062                    | Hagenbach, Tullauer Höhe, Mittelschule, Hagenbachsiedlung sowie Schulzentrum West                                                          |
| Rollhof / Reifenhof           |                          |                 | 3424                    | Rollhofsiedlung, Alter Rollhof, Bahnhof, Reifenhof sowie Sonnenhof                                                                         |
| Stadtheide                    |                          |                 | 503                     | Stadtheide (Industrie) sowie Stadtheide |
| Heimbachsiedlung / Teurershof |                          |                 | 5933                    | Heimbachsiedlung, Teurershof I, Teurershof II, Heimbach 3 sowie An der Breiteich                                                           |
| Steinbach                     |                          | 1. Oktober 1930 | 1054                    | Kocherwiesensiedlung, Campingplatz, Comburg, Loh, Kleincomburg, Gefängnisgarten sowie Fassfabrik                                           |
| Hessental                     |                          | 1. Juli 1936    | 7195                    | Ortskern Hessental, Gewerbegebiet, Wasenwiesen, Grundwiesensiedlung, Bahnhof Hessental, Ghagäcker, Kühläcker, Mittelhöhe sowie Schenkensee |
| Bibersfeld                    | Wappen von Bibersfeld    | 1. Juni 1972    | 1664                    | Ortskern Bibersfeld, Hofäcker, Bühl, Baindäcker, Hohenholz, Sittenhardt, Wielandsweiler sowie Starkholzbach                                |
| Gailenkirchen                 | Wappen von Gailenkirchen | 1. Januar 1972  | 2293                    | Ortskern Gailenkirchen, Ortserweiterung Wackershofen, Sülz, Ortskern Gottwollshausen, Schleifbach sowie Riegeläcker                        |
| Gelbingen                     | Wappen von Gelbingen     | 1. Januar 1975  | 692                     | Ortskern Gelbingen, Sonnenhalde, Schutzberg, Kocherhalde, Erlach                                                                           |
| Eltershofen                   | Wappen von Eltershofen   | 1. Juli 1973    | 731                     | Ortskern Eltershofen, Riedwiesen sowie Breitenstein                                                                                        |
| Weckrieden                    | Wappen von Weckrieden    | 1. Januar 1972  | 421                     | Ortskern Weckrieden |
| Tüngental                     | Wappen von Tüngental     | 1. Januar 1972  | 1500                    | Ortskern Tüngental, Schönäckersiedlung, Brunnenwiesen, Ramsbach, Veinau, Altenhausen, Wolpertsdorf sowie Otterbach                         |
| Sulzdorf                      | Wappen von Sulzdorf      | 1. Januar 1972  | 2904                    | Ortskern Sulzdorf, Kirchäcker, Industriegebiet, Matheshörlebach, Jagstrot, Hohenstadt, Anhausen, Buch sowie Dörrenzimmern                  |

### Flächenaufteilung
Nach Daten des Statistischen Landesamtes, Stand 2014.

### Raumplanung
Schwäbisch Hall bildet ein Mittelzentrum innerhalb der Region Heilbronn-Franken, in der Heilbronn als Oberzentrum ausgewiesen ist. Zum Mittelbereich Schwäbisch Hall gehören die Städte und Gemeinden in der südwestlichen Hälfte des Landkreises Schwäbisch Hall: Braunsbach, Bühlertann, Bühlerzell, Fichtenberg, Gaildorf, Ilshofen, Mainhardt, Michelbach an der Bilz, Michelfeld, Oberrot, Obersontheim, Rosengarten, Sulzbach-Laufen, Untermünkheim, Vellberg und Wolpertshausen.

### Schutzgebiete
Die Stadt Schwäbisch Hall hat im äußersten Osten Anteil am Naturschutzgebiet Unteres Bühlertal und im äußersten Süden am Naturschutzgebiet Kochertal zwischen Westheim und Steinbach einschließlich Klingenbach sowie Geiß- und Eselsklinge.
Hinzu kommen zehn Landschaftsschutzgebiete, die ganz oder teilweise auf Haller Gebiet liegen:
- Bühlertal zwischen Vellberg und Geislingen mit Nebentälern und angrenzenden Gebieten
- Fichtenberger Rot-, Murr- und Fornsbachtal mit angrenzenden Höhenzügen
- Fischachtal mit Nebentälern und angrenzenden Gebieten zwischen Herlebach und Kottspiel
- Kochertal zwischen Schwäbisch Hall und Weilersbach mit Nebentälern
- Kochertal zwischen Westheim und Steinbach mit Seitenklingen und Randgebieten
- Nordteil der Limpurger Berge mit Abhängen und Geländeteilen zwischen Hessental und Sulzdorf
- Oberes Biberstal einschließlich Randgebieten
- Ostabfall der Waldenburger Berge mit Streiflesberg, Streifleswald und angrenzenden Gebietsteilen
- Talhänge um Schwäbisch Hall
- Westabhang der Limpurger Berge

Außerdem hat die Stadt Anteil an insgesamt sechs verschiedenen FFH-Gebieten:
- Schwäbisch Haller Bucht (ca. 201 ha)
- Bühlertal Vellberg-Geislingen (ca. 109 ha)
- Kochertal Schwäbisch Hall-Künzelsau (ca. 76 ha)
- Ohrn-, Kupfer- und Forellental (ca. 75 ha)
- Kochertal Abtsgmünd-Gaildorf und Rottal (ca. 12 ha)
- Oberes Bühlertal (ca. 6 ha)

Kocher und Bühler sind Teil des Vogelschutzgebiets Kocher mit Seitentälern. Der westlichste Teil des Stadtgebiets gehört überdies zum Naturpark Schwäbisch-Fränkischer Wald.

## Geschichte

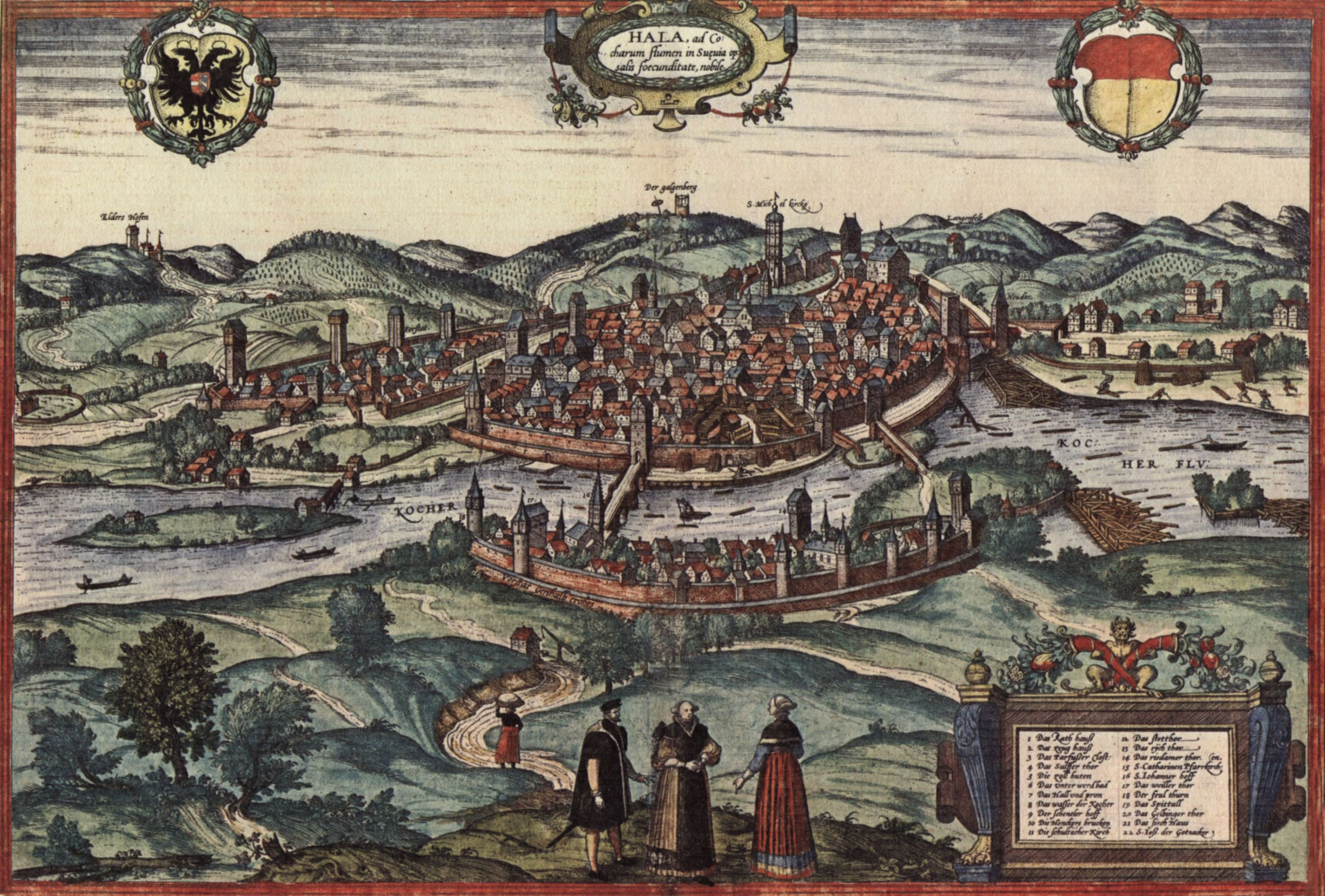
Erste gedruckte Ansicht der Stadt, etwa 1580, aus der Kosmografie von Georg Braun und Franz Hogenberg

Der Legende nach standen im späteren Stadtgebiet sieben Burgen, aus denen sich Schwäbisch Hall entwickelt haben soll (Federzeichnung aus einer Haller Chronik um 1600)

Bei einem der größten Stadtbrände wurde 1680 der größte Teil der Gelbinger Gasse zerstört

### Name
Schwäbisch Hall wird in den ältesten Urkunden meist nur „Hall“ genannt. Dieses Wort ist ein typischer Ortsname der Salzgewinnung, der sich auf das Salzsieden in der Saline beziehen dürfte. Die Stadt gehörte nicht zum frühmittelalterlichen Herzogtum Schwaben, sondern zum Herzogtum (Ost-)Franken.
Eine einzelne Bezeichnung als „Hallam in Suevia“ in der Chronik des Gislebert von Mons (1190) ist wohl damit zu erklären, dass die Stadt zu diesem Zeitpunkt zum Herrschaftsbereich der Staufer gehörte und in diesem Fall der Name ihres bedeutendsten Besitzes, des Herzogtums Schwaben, auf ihre gesamten Besitzungen übertragen wurde. Die dauerhafte Benennung als „Schwäbisch“ Hall ist späteren Datums und hat ihre Ursache in heftigen Konflikten, die die nunmehrige Reichsstadt im 14. und 15. Jahrhundert mit dem für den Bereich des Herzogtums Franken zuständigen Landgericht Würzburg austrug.
1442 erklärte der Rat, die Stadt heiße Schwäbisch Hall und liege auf schwäbischem Erdreich, also außerhalb des Zuständigkeitsbereichs des Würzburger Gerichts.
1489 erfolgte ein formeller Beschluss des Rates, die Stadt in allen offiziellen Schreiben als Schwäbisch Hall (lateinisch Hala Suevorum) zu benennen. Konsequenterweise schloss sich Schwäbisch Hall 1495 dem Schwäbischen Reichskreis an, obwohl die meisten Herrschaftsgebiete in der Nachbarschaft dem Fränkischen Reichskreis angehörten.
Als die Stadt 1802 an Württemberg gelangte, wurde der Zusatz „Schwäbisch“ offiziell aus dem Stadtnamen getilgt (wohl als unerwünschter Verweis auf Institutionen des Alten Reichs), blieb aber umgangssprachlich gebräuchlich. Bis 1806 hatte der Name außerdem den offiziellen Bestandteil „am Kocher“.
In der NS-Zeit wurde die Bezeichnung „Schwäbisch“ 1934 wieder offizieller Bestandteil des Namens. Dies diente zur Unterscheidung von anderen Orten mit dem Namen Hall, wie z. B. Hall in Tirol.
Die Bezeichnung für den örtlichen Dialekt sowie die Herrschaft und ihr Territorium ist Hällisch.

### Salzgewinnung
Die Stadt erlangte im Mittelalter und der Frühen Neuzeit eine bedeutende Position in Politik und Wirtschaft. Während für ihre Wirtschaft im ausgehenden Mittelalter auch noch andere Gewerbe bedeutsam waren (unter anderem mit Tuchmachern und Lederern), konzentrierte sie sich ökonomisch zunehmend auf ihre Salzquelle, welche für Jahrhunderte für Wohlstand sorgte. Es handelt sich um eine Salzwasserquelle, die nahe am Fluss ausgeschöpft wurde, auf dem heutigen Haalplatz, wo die Steinbrüstung des abgedeckten Brunnens erhalten ist. Der Salzgehalt der Sole (des salzhaltigen Grundwassers) betrug 4 bis 8 Prozent. Entscheidend für die Stadt war aber ihre Konkurrenzlosigkeit. Die nächstgelegenen Salinen mit relevantem Salzgewinn waren weit entfernt: Lothringische Salinen wie etwa im Salzgau oder die Salzquellen im Alpenraum. Durch die begrenzte Transportierbarkeit von Salz konnte Schwäbisch Hall im Zwischenraum der großen Akteure handeln. Das Herzogtum Württemberg suchte im 16. Jahrhundert durchgehend nach Lösungen, eine eigene Saline zu erschließen, um von Schwäbisch Hall unabhängig zu werden.
Die Technik der Haller Saline war nur begrenzt innovativ. Es gab im Mittelalter und in der Frühen Neuzeit häufig Probleme mit einbrechendem Flusswasser, was zu großen Verlusten führte. Zu Beginn des 18. Jahrhunderts stellte man auf die neuartige Gradiertechnik um, damit man mit den Produktionsmengen der anderen Gradiersalinen mithalten konnte. Die Gradiertechnik senkt den Brennstoffverbrauch maßgeblich, wodurch das Endprodukt deutlich rentabler wird. Erst mit dem Aufkommen von Salzbergwerken endete die Blütezeit der Stadt. Es wurden Probebohrungen getätigt, um herauszufinden, wo sich das Salzlager befindet, jedoch erwiesen sich diese Bemühungen am Ende als fruchtlos (siehe Steinsalzbergwerk Wilhelmsglück). Ein Steinsalzwerk konnte zwar 1824 errichtet und für mehrere Jahrzehnte betrieben werden, aber das Alleinstellungsmerkmal, was die hällische Saline bis zu diesem Zeitpunkt genoss, war verschwunden. Die städtische Saline gelangte nach der Mediatisierung in Württemberger Hand. Ihr Einfluss schwand rasch, bis der Salinenbetrieb 1924 geschlossen wurde.

### Vorzeit und Antike
Menschliche Ansiedlungen auf dem heutigen Stadtgebiet sind erstmals in der Jungsteinzeit (etwa 6000 v. Chr.) nachweisbar. Sie lagen auf den Höhen oberhalb des Kochertals, unter anderem im Bereich der heutigen Kreuzäckersiedlung und der Teilgemeinde Hessental. Der Betrieb einer keltischen Saline im heutigen Stadtgebiet konnte für das 5. bis 1. Jahrhundert v. Chr. nachgewiesen werden. Aus dem dort austretenden salzhaltigen Grundwasser wurde durch Erhitzen Salz gewonnen.

### Mittelalter
Eine Kontinuität zwischen der antiken Siedlung und dem mittelalterlichen Schwäbisch Hall ist bislang nicht nachweisbar. Der früheste urkundliche Beleg für die Existenz von Hall ist der Öhringer Stiftungsbrief, eine mutmaßlich gefälschte Urkunde, die auf 1037 datiert ist, aber wahrscheinlich aus den letzten Jahren des 11. Jahrhunderts stammt. Der Grund für die Entstehung der mittelalterlichen Ansiedlung im verteidigungstechnisch ungünstigen Talgrund war die Saline. Zunächst gehörte die Stadt den Grafen von Comburg-Rothenburg, nach deren Aussterben um 1116 ging sie auf die Staufer über. Die Entwicklung zur Stadt erfolgte im 12. Jahrhundert in mehreren Schritten. In der Weiheurkunde der St. Michaelskirche von 1156 ist Schwäbisch Hall erstmals sicher urkundlich erwähnt. 1204 wird Schwäbisch Hall erstmals als Stadt bezeichnet. Münzprägung, Handel und Saline bescherten ihr eine wirtschaftliche Blüte. Aus dieser Zeit hat sich ein Keller des ehemaligen Baukomplex in der Neuen Straße erhalten. Während der Pestpogrome von 1348/1349 kam es zu Verfolgungen jüdischer Bürger, von denen viele auf dem Rosenbühl verbrannt wurden; ein Teil konnte fliehen. Als Ausgleich für die Ermordung und Enteignung der jüdischen Bewohner erlegte Kaiser Karl IV. der Stadt eine Bußgeldzahlung an die Reichslandvögte auf. 1373 erteilte er dem Hohenloher Fürsten das Regal über „alle unsere und des Reichs Juden, unsere Kammerknechte“, die in der Stadt wohnten. Nach einer erneuten kurzfristigen Vertreibung konnten sich jüdische Familien gegen Zahlung der „Judensteuer“ befristete Wohnrechte erkaufen.

#### Münzprägung

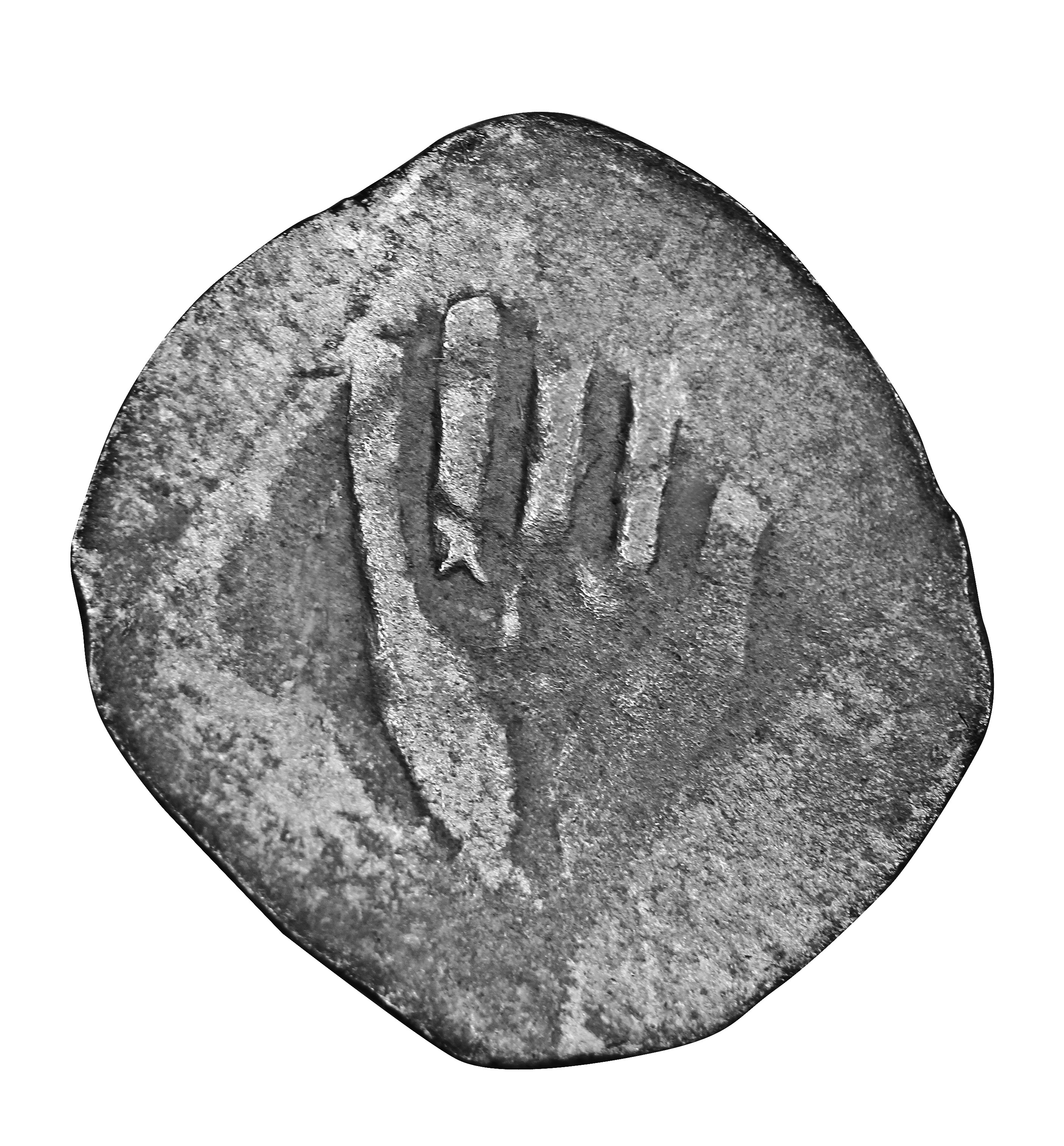
Heller aus Schwäbisch Hall (13. Jh.)

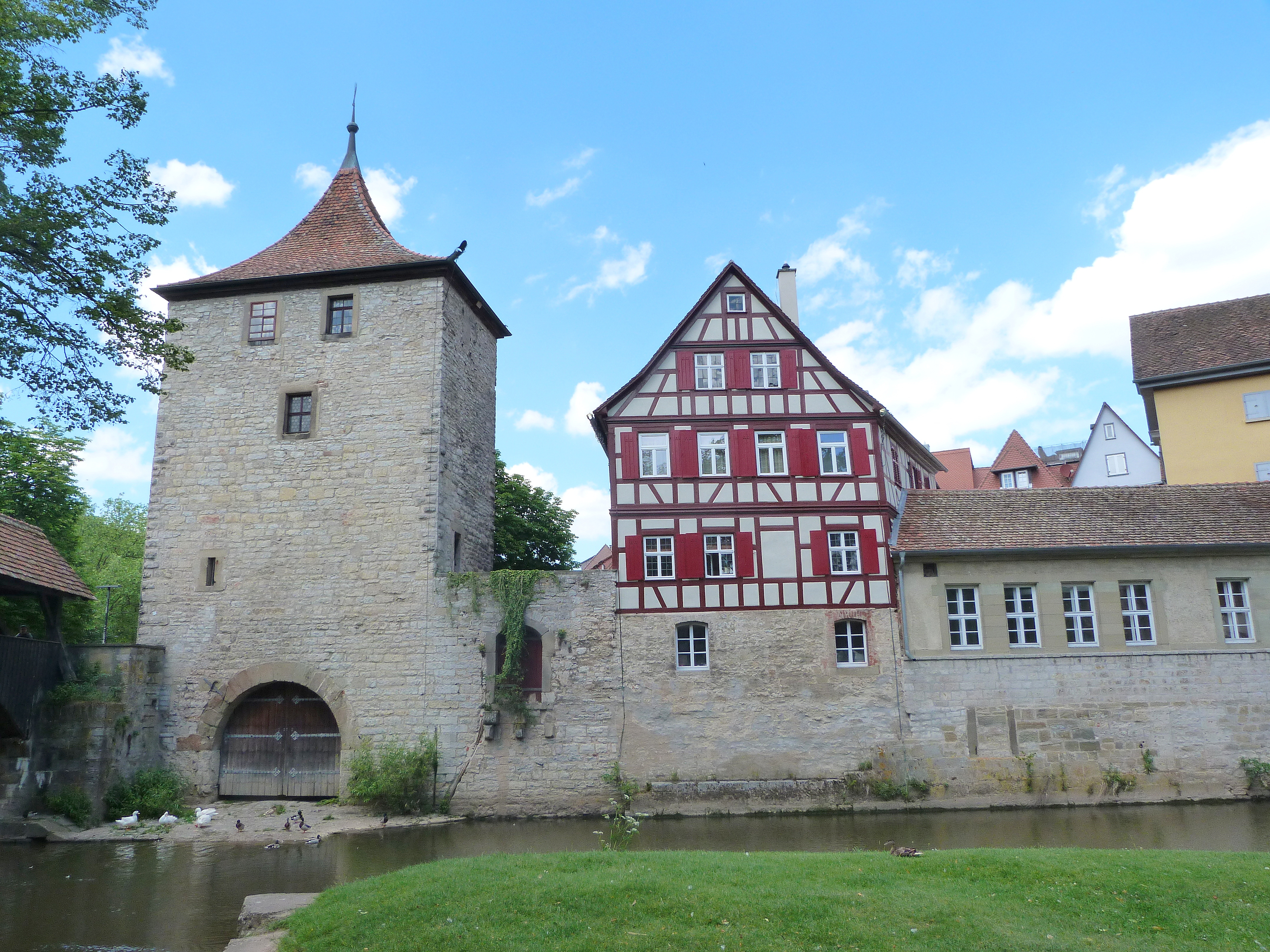
Der Sulferturm, davor die gepflasterte Furt über einen Kocherarm von der Flussinsel Grasbödele im Vordergrund zum Haalplatz hinter dem Turm

Seit dem Hochmittelalter wurden in Hall Münzen geprägt; Silberpfennige, die nach dem Herkunftsort „Haller Pfennige“ oder „Heller“ hießen. Aufgrund einer urkundlichen Erwähnung aus dem Jahr 1189 gilt der aus der Staufer-Dynastie stammende Friedrich I. als Urheber dieser Münze. Das Dokument wurde aber offensichtlich nachträglich verändert. Die Erwähnung des Heller befindet sich auf einem Teil der Pergamenturkunde, der abgeschabt und überschrieben wurde. Historiker nehmen deshalb an, dass der Haller Stadtrat nachträglich versuchte sein Recht auf Münzprägung historisch zu legitimieren. Für diese Annahme spricht, dass bislang kein Hellerfund aus dem 12. Jahrhundert bekannt ist. Hingegen sind Prägungen aus dem frühen 13. Jahrhundert in großer Zahl geborgen worden. Möglicherweise ist der Heller also die Schöpfung eines Nachfolgers von Kaiser Friedrich. Die geringwertige Münze aus dünnem Silberblech wurde im ganzen Heiligen Römischen Reich zu einem Zahlungsmittel großer Bevölkerungsschichten. Die Münzzeichen des Heller sind Kreuz und Hand, Symbole des Rechts und des Marktes. Erst 1396 ging das Recht der Münzprägung von den kaiserlichen Ministerialen auf die Reichsstadt selbst über.

#### Handel
Der Handel wurde in Schwäbisch Hall durch eine Furt im Kocher in die Stadt geleitet. Als Teil der staufischen Stadtbefestigung sicherte der Sulferturm den einträglichen Übergang für Fuhrwerke ab. Als Zentren des Handels innerhalb der Stadtmauern bildeten sich mehrere Marktplätze aus: ein Rindermarkt, ein Milchmarkt und ein Fischmarkt sowie Verkaufsräume für Fleisch, Salz und Brot. Zum Hauptmarkt entwickelte sich der Platz vor St. Michael. Der Wohlstand ließ die Stadt besonders zwischen 1150 und 1400 anwachsen. In dieser Zeit wurde ein Arm des Kochers zugeschüttet, der Siedlung und Saline voneinander trennte, wodurch die Blockgasse entstand. Im 14. Jahrhundert dehnte sich die Stadt auf das jenseitige Kocherufer in die Katharinenvorstadt und nach Norden in die Gelbinger Vorstadt aus. Wegen der geographischen Nähe zu ihrer territorialen Hausmacht im Remstal und zur schwäbisch-fränkischen Grenze war die Stadt für die Staufer neben ihrer wirtschaftlichen Bedeutung auch von politischer Relevanz. 1190 hielt Heinrich VI. hier einen Hoftag ab, von dem Gislebert von Mons behauptete, es seien 4000 Fürsten, Edelleute und Ritter zusammengekommen. Wahrscheinlich ist diese Angabe übertrieben, zeugt aber vom  Glanz der Stauferzeit.

#### Politische Struktur

Stadtansicht nach 1862 mit dem neuen Bahnhof (links)

Plan des reichsstädtischen Territoriums von 1762

Der „Wiener Schiedsspruch“ durch König Rudolf von Habsburg von 1280 beendete einen langen Konflikt mit den Schenken von Limpurg um die Stadtherrschaft und ermöglichte Schwäbisch Hall, den Status einer Reichsstadt zu erlangen. Dominierende Schicht war der aus den staufischen Ministerialen hervorgegangene Stadtadel. Nach inneren Unruhen mussten sie den Nichtadligen einen Teil der Herrschaft abtreten. Die Verfassungsurkunde Kaiser Ludwigs des Bayern von 1340 blieb mit geringen Änderungen bis 1802 gültig. Wichtigstes Gremium war der Rat, an dessen Spitze der Stättmeister (Bürgermeister) stand. Diesem Rat gehörten zwölf Adlige, sechs „Mittelbürger“ und acht Handwerker an. Endgültig gebrochen wurde die Vorherrschaft des Stadtadels durch die „Zweite Zwietracht“ von 1509 bis 1512. In deren Folge dominierte eine bürgerliche, zunehmend akademisch gebildete Oberschicht die Stadt, zu der etwa die Vorfahren des Theologen und Widerstandskämpfers Dietrich Bonhoeffer gehörten.

Schwäbisch Hall nach dem Brand (Radierung von Andreas Nunzer, Nürnberg, nach einer Zeichnung von Johann Philipp Meyer, Hall, 1728)

Am Rande der flachen Talmulde des Otterbaches liegt nördlich des Dorfes Altenhausen gegenüber der Burghügelrest der Wasserburg Altenhausen. Wenig nördlich des Weilers Buch befinden sich die Reste der Burg Buch. Im Talweiler Anhausen, im Mündungsdreieck des Schwarzenlachenbaches in die Bühler, wurde in den 1970er Jahren ein Freilichtkirchplatz innerhalb der Mauern der im 19. Jahrhundert abgerissenen Kirche Anhausen angelegt, der Urkirche des heute sehr viel größeren Sulzdorf etwa 2 km bachaufwärts. Wenig östlich eines kleinen Sees zwischen den Weilern Anhausen und Hohenstadt liegt oberhalb des linken Bühlerhanges zwischen dem Seeablauf und einer Runse ein weiterer Burgstall; ein kleines Mauerteil wurde restauriert. Auf einem Sporn westlich über der Bühlerschlinge zwischen dem Weiler Hohenstadt oben auf der Haller Ebene und dem Mühlenweiler Neunbronn im Tal zeigen ein tiefer Halsgraben und ein hoher Burghügel an, wo einst die Burg Hohenstein stand. Ihr gegenüber lassen auf einem fast verebneten alten Umlaufberg über dem östlichen Talhang fast nur noch Schutthalden den Ort der Burg Hohenstatt erkennen. Auf einem Ostsporn auf der linken Talseite der Bühler oberhalb des Wolpertshausener Talortes Cröffelbach liegt die Schlossruine Bielriet.

#### Expansion
Im 14., 15. und 16. Jahrhundert erweiterte die Reichsstadt systematisch ihr Territorium. Sie kaufte Herrschaftsrechte, wann immer sich die Gelegenheit bot, und verteidigte diese notfalls mit Waffengewalt. Die letzte große Erwerbung war 1595 der Kauf der Herrschaft Vellberg. Am Ende des Alten Reichs besaß die Reichsstadt Schwäbisch Hall ein Herrschaftsgebiet mit 330 Quadratkilometern und etwa 21.000 Einwohnern. Es umfasste drei Städte, 21 Pfarrdörfer sowie 90 Dörfer und Weiler. Das Gebiet war in die Ämter Kocheneck, Rosengarten, Bühler, Schlicht, Ilshofen, Vellberg und Honhardt eingeteilt.

### Frühe Neuzeit

#### Zeitalter der konfessionellen Spannungen (1517–1648)
Der seit 1522 wirkende Theologe Johannes Brenz leitete 1523 die Reformation ein, der mit der Kirchenordnung von 1543 abgeschlossen wurde. Zu Weihnachten 1526 feierte er in St. Michael erstmals das Abendmahl in beiderlei Gestalt. Im Bauernkrieg von 1525 konnte sich die Reichsstadt als eine der wenigen Herrschaften der Region gegen die aufständischen Bauern behaupten. Für die Beteiligung am Schmalkaldischen Krieg auf protestantischer Seite musste die Stadt hohe Bußgelder an Kaiser Karl V. entrichten. Der Städtmeister Johann Christoph Adler unterzeichnete für den Rat der Stadt die lutherische Konkordienformel von 1577.

Schwäbisch Hall nach dem Brand 1680

Im Dreißigjährigen Krieg litt die Stadt schwer unter wechselnden Besatzungen durch kaiserliche, französische und schwedische Truppen. Zwischen 1634 und 1638 starb jeder fünfte Einwohner durch Seuchen und Hunger. Trotzdem gelang nach dem Ende des Kriegs ein rascher Wiederaufstieg, für den unter anderem eine Reorganisation des Salzhandels und der Saline ursächlich war. Eine weitere Quelle des Wohlstands für die Stadt war der Weinhandel.
Mehrfach verwüsteten Feuersbrünste die Stadt. 1316 sollen große Teile niedergebrannt sein, 1680 zerstörte ein durch Blitzschlag ausgelöstes Feuer rund hundert Gebäude in der Gelbinger Vorstadt.

#### Stadtbrand von 1728

Der Große Stadtbrand von 1728 zerstörte den überwiegenden Teil der heutigen Altstadt

Am 31. August 1728 wurden zwei Drittel der Altstadt ein Raub der Flammen. Ursache war ein Brand, der im Gasthof „Zum güldenen Helm“ unterhalb des Rathauses (beim heutigen Milchmarkt) während einer Zusammenkunft der Baderzunft ausgebrochen war. Neben 294 Privathäusern verbrannten auch zwei Kirchen, das Spital, das Rathaus und die Saline. Nur die südliche Altstadt mit den beiden Herrengassen und dem Keckenhof, St. Michael und die ringsherum liegenden Gebäude, die Gelbinger Vorstadt und die Vorstädte auf der anderen Kocherseite blieben verschont. Die Löschversuche der Bürger blieben erfolglos, da zum einen die Feuerspritze selber mitverbrannte und zum anderen die Bekämpfung mit Wassereimern wenig wirkungsvoll war. Hierzu wurden die an einem Brunnen gefüllten Eimer mittels einer Menschenkette zur Brandstelle durchgereicht. Jeder Bürger in Schwäbisch Hall war zur Aufbewahrung eines solchen Eimers verpflichtet. Um die Eimer nach dem Einsatz ihrem Besitzer zurückzugeben, hatte der Stadtrat angeordnet, sie mit Hausnummern oder Namen zu kennzeichnen. Der Wiederaufbau erfolgte im bis heute das Stadtbild prägenden Barockstil, wobei jedoch abseits der neu geplanten Neuen Straße die mittelalterlichen Quartiere beibehalten wurden. Künstler, die insbesondere vorher am württembergischen Hof in Ludwigsburg tätig waren, wie etwa der Italiener Livio Retti (1692–1751), wurden nun in und für Schwäbisch Hall tätig. Die zerstörten Wohngebäude der Altstadt wurden nach einem regularisierten Grundriss, der insbesondere in der schnurgeraden Neuen Straße deutlich wird, wiedererrichtet. Der barocke Geschmackswandel war so groß, dass auch im unzerstörten Keckenturm ein prunkvoller Musiksalon eingebaut wurde.

### 19. Jahrhundert

#### Eingliederung in den württembergischen Staat

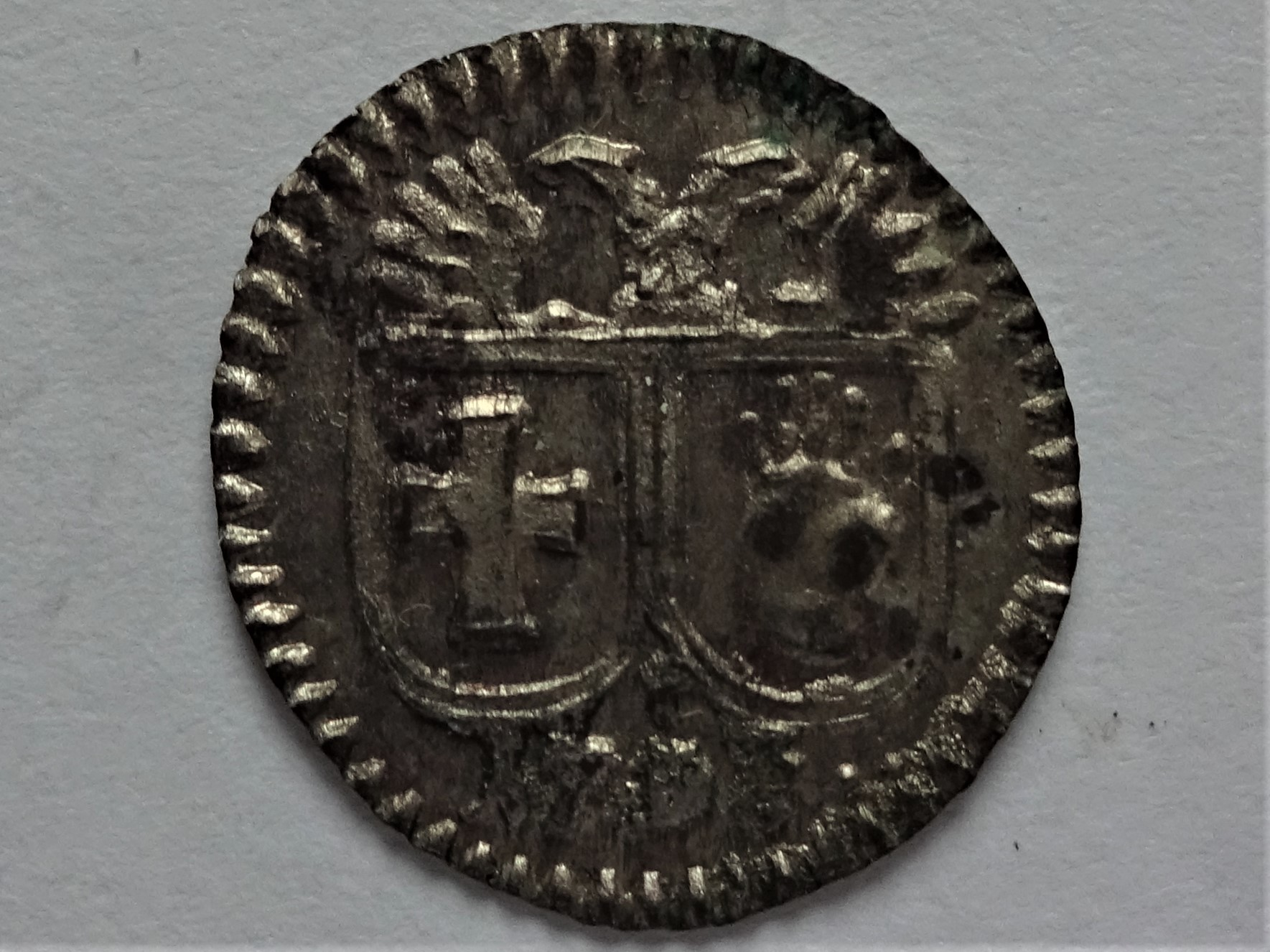
Einseitiger Silberpfennig aus Schwäbisch Hall von 1798, letzte Münzprägung der Stadt

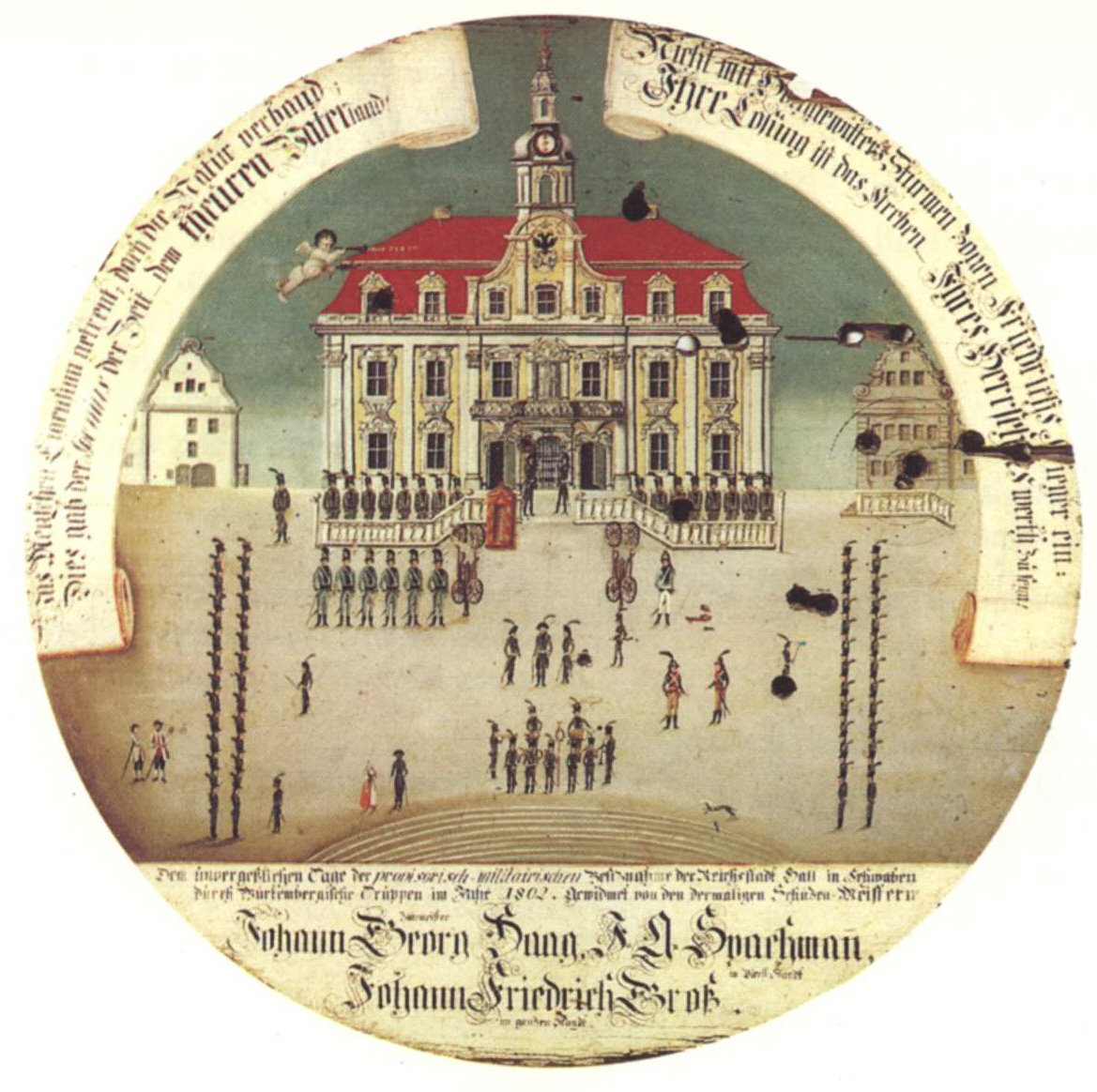
Schützenscheibe von 1802, die die Wachparade durch württembergisches Militär zeigt. Die Inschrift huldigt dem neuen Herrscher: Was Menschen Eigensinn getrent; doch die Natur verband; Dies gab der Genius der Zeit – dem theuren Vaterland! Nicht mit Hochgewitters Stürmen zogen Friedrichs Krieger ein: Ihre Losung ist das Streben, – Ihres Herrschers werth zu sein!

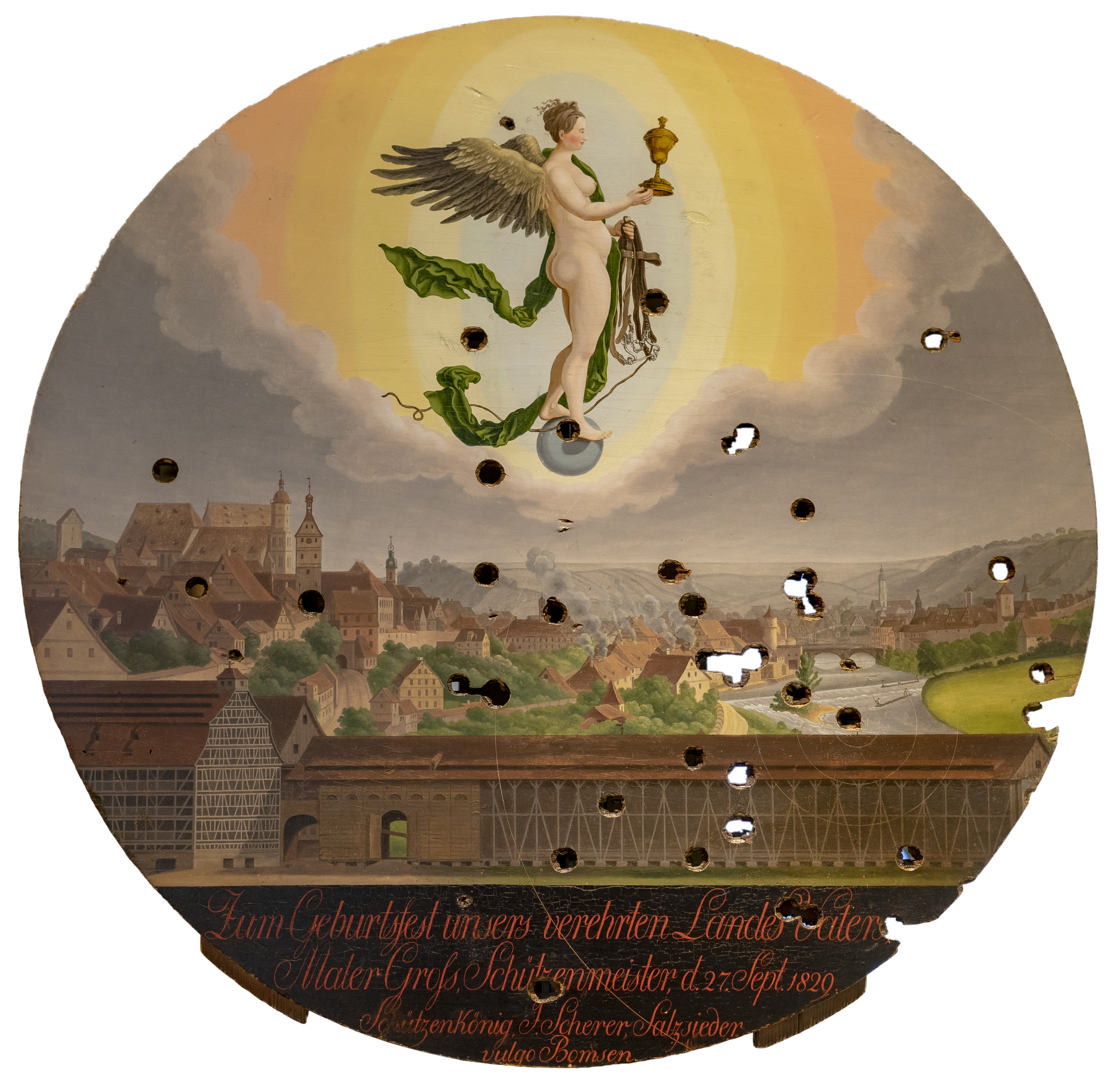
Schützenscheibe mit Stadtansicht von 1829 (Sicht von Norden)

Das Jahr 1802 läutete für Schwäbisch Hall das Ende seiner reichsstädtischen Eigenständigkeit ein: Im Pariser Vertrag vom 20. Mai 1802 garantierte Frankreich nicht nur den Fortbestand des Herzogtums Württemberg, sondern auch Gebietsentschädigungen für linksrheinische Verluste an Frankreich. Auch die Reichsstadt Hall war neben anderen Territorien dazu ausersehen, die in dem Vertrag von Paris zwischen Frankreich und Herzog Friedrich II. von Württemberg vereinbarten Gebietsabtretungen Württembergs zu kompensieren. Während Preußen und Österreich bereits im Juni beziehungsweise August 1802 von den ihnen zugesprochenen Entschädigungsländern Besitz ergriffen und sofort die Verwaltung übernahmen, zögerte Friedrich II. noch, dem Beispiel dieser großen Staaten zu folgen. Die eigenständige Münzprägung der Stadt endete bereits im Jahr 1798.
Als dann aber in den letzten Augusttagen der Entschädigungsplan vom 3. Juni 1802 in der französischen Staatszeitung Moniteur veröffentlicht wurde, sehnte Friedrich II. den Überlieferungen zufolge den Tag der Besitznahme „mit nervöser Ungeduld herbei“. Am 5. September 1802 kündigte Friedrich II. die provisorische militärische Besetzung der Reichsstadt Hall an. Die Stadt war jedoch nicht untätig geblieben. Die Haller appellierten direkt an ihren obersten Stadtherren – den römisch-deutschen Kaiser. In einem Brief vom 4. September 1802 bat der Rat der Stadt den Kaiser um die Garantie, dass das bisherige Rechtswesen und die Privilegien auch im Falle einer Eingliederung in den württembergischen Staat ihre Gültigkeit behalten sollten.
Allen diesen Bemühungen war jedoch kein Erfolg beschieden. Am 9. September 1802 erfolgte die provisorische militärische Besitzergreifung von Schwäbisch Hall durch Württemberg. Etwa 100 württembergische Soldaten hielten an diesem Tag auf dem Marktplatz eine Parade ab. Inzwischen hatte der württembergische Herzog bereits Vorbereitungen für die endgültige, die sogenannte „Zivilbesitznahme“, getroffen. Um das angestrebte einheitliche Vorgehen der württembergischen Kommissare zu gewährleisten, ließ Friedrich II. einen umfangreichen Katalog von Instruktionen abfassen, an die sich die Abgesandten in allen Orten genauestens zu halten hatten. In 18 Paragraphen war unter anderem darin festgelegt, dass sämtliche Diener und Beamte einen Eid gegenüber ihrem Herzog ablegen mussten. Darüber hinaus mussten die bisherigen, die alte Landeshoheit ausdrückenden Wappen und Zeichen abgenommen und dafür das herzogliche Wappen an allen öffentlichen Gebäuden und Toren angebracht werden.

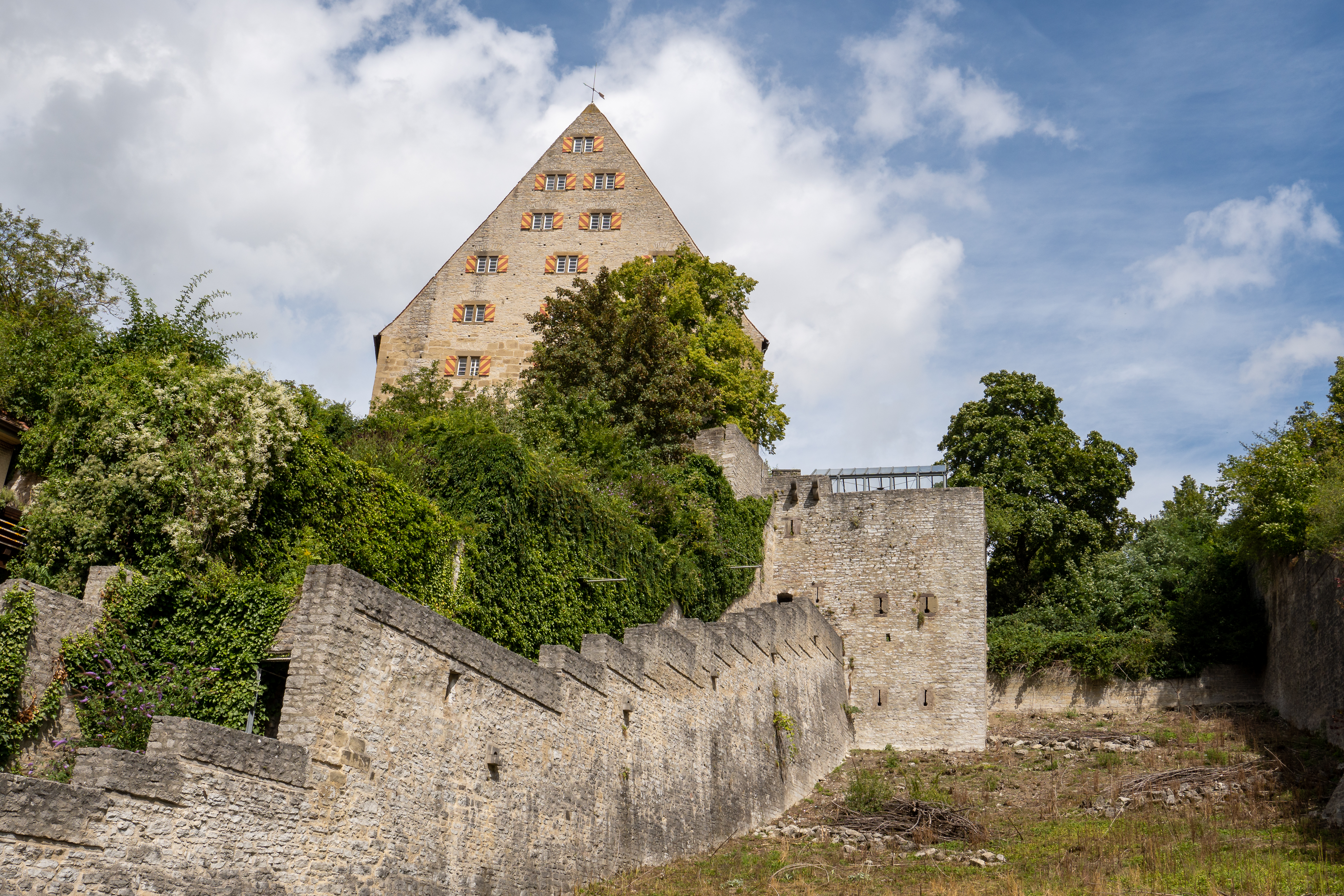
Der Schiedgraben

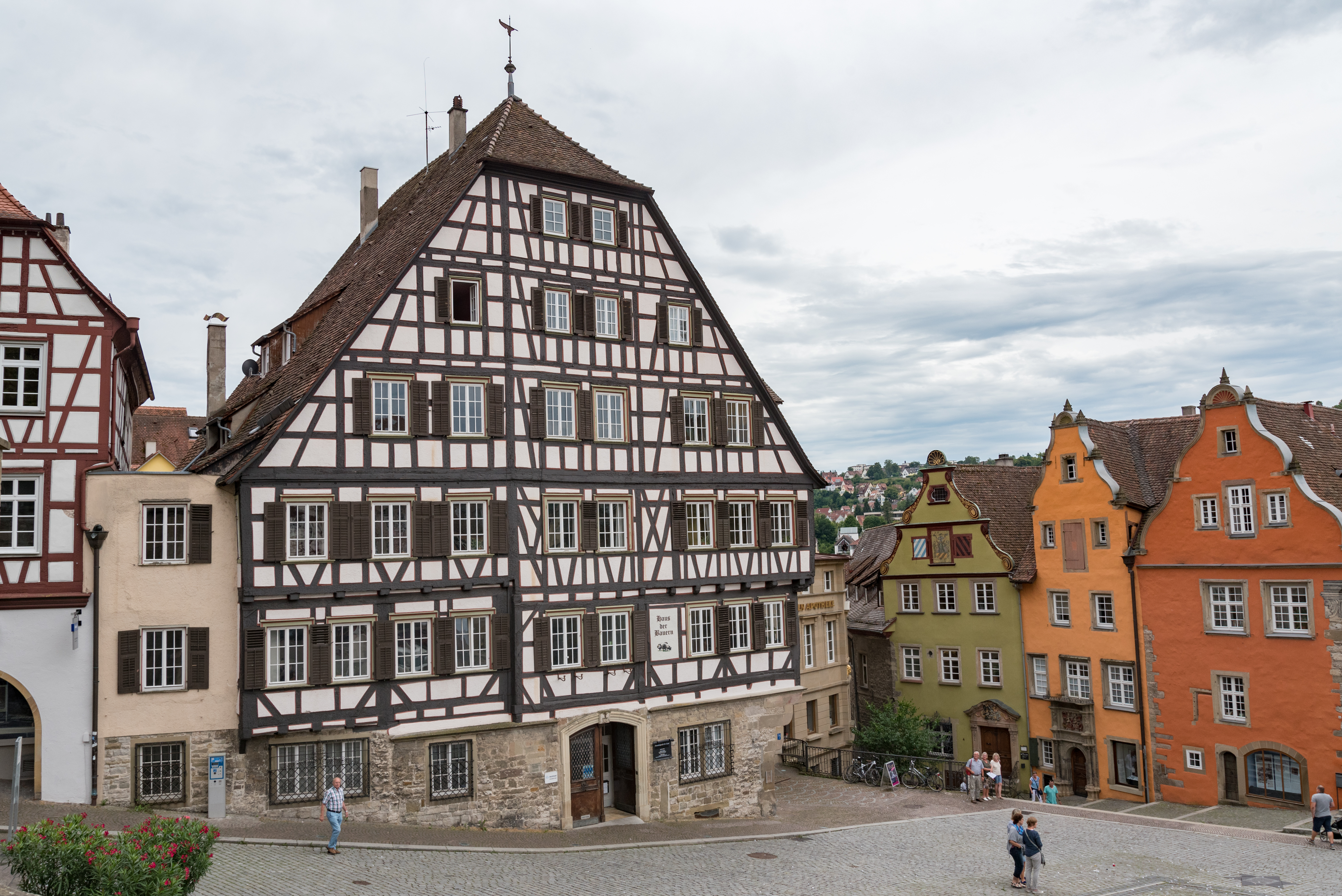
Das Clausnitzerhaus

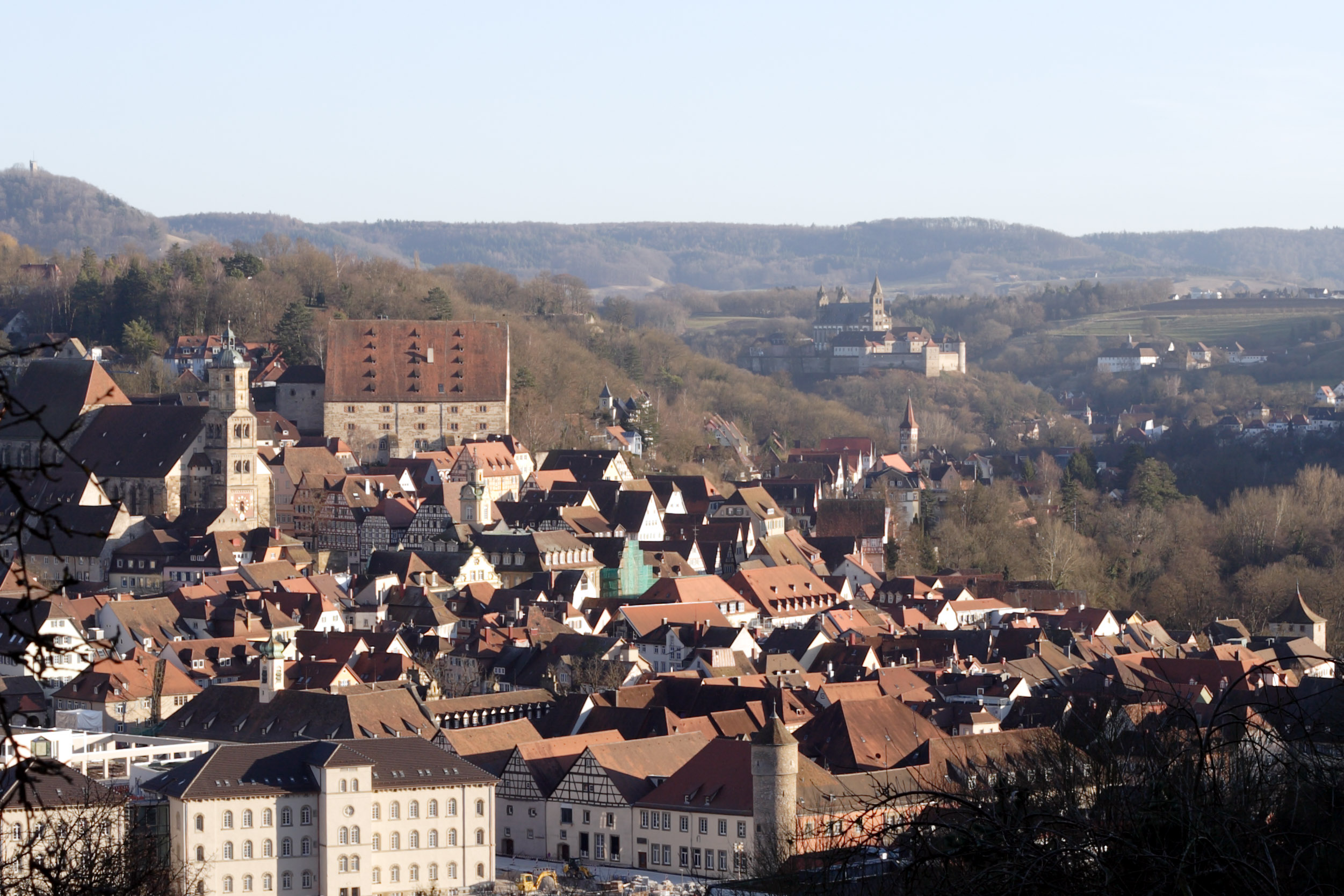
Altstadt von Schwäbisch Hall

Am 25. November 1802 marschierte das Militär erneut mit großem Gepränge auf dem Marktplatz auf, während im Rathaus der Stadtrat und die Beamten von ihren bisherigen Rechten und Pflichten entbunden und auf den neuen Landesherrn vereidigt wurden. Paukenschlag und Trompetensignal begleiteten das Auswechseln der reichsstädtischen Wappen durch württembergische am Rathaus, an den Toren und an anderen öffentlichen Gebäuden. Nicht nur die Zivilbeamten, sondern auch das Kreiskontingent wurden dem neuen Landesherrn verpflichtet; General von Mylius übernahm immerhin 46 Mann ins herzogliche Militär. Nach den Berichten von Rentkammerherr Dörr ließ die Haller Bevölkerung den Wechsel unter die württembergische Herrschaft gleichgültig über sich ergehen. Nirgendwo musste die herzogliche Armee die Eidhandlungen militärisch absichern.

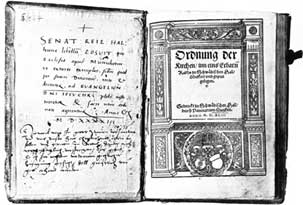
Kirchenordnung von 1543

Die Stadt wurde Sitz des gleichnamigen Oberamts, seine zugehörigen Städte und Dörfer wurden selbständige Gemeinden verschiedener Oberämter. Für die Stadt Hall begann danach eine langanhaltende Phase der Stagnation und des Rückschritts. Die Napoleonischen Kriege ruinierten die Stadtfinanzen. Durch die Grenzen des als Königreich Württemberg neu errichteten Staates wurden Kaufleute und Handwerker aus Hall von ihren traditionellen Märkten im nun zum Königreich Bayern gehörigen Franken abgeschnitten.

#### Einrichtungen und Betriebe

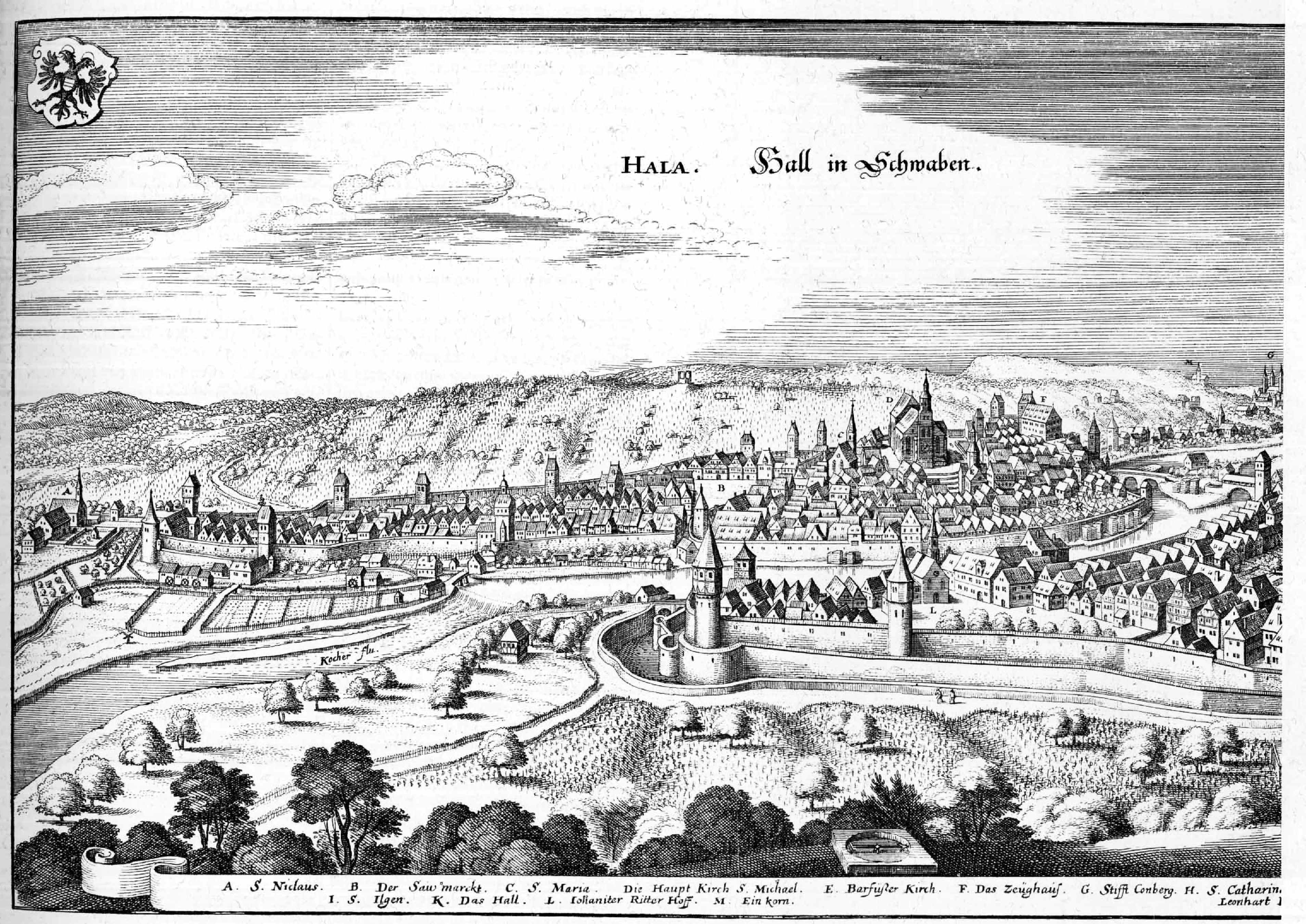
Schwäbisch Hall 1643

Das traditionsreiche Gymnasium wurde 1811 zur Lateinschule degradiert. Die Saline, bis dahin im Privatbesitz zahlreicher Bürger, übernahm der Staat. Die Entschädigungsverhandlungen zogen sich bis 1827 hin. Die vereinbarten „ewigen Renten“ werden bis heute an die Nachfahren der damaligen Eigentümer bezahlt; sie haben aber, da kein Inflationsausgleich vereinbart wurde, ihren Wert weitgehend verloren. Die Saline wurde 1924 geschlossen. Da die Stadt Sitz des Oberamts Hall war, siedelten sich weitere Behörden an, so 1807 ein Kameralamt (seit 1919 Finanzamt) oder 1811 das Oberamtsgericht (seit 1879 Amtsgericht). Von besonderer Bedeutung waren die 1839 angeordnete Einrichtung eines Gefängnisses, dessen stadtbildprägender Neubau am Rande der Altstadt seit 1846 genutzt wurde, sowie 1868 die Gründung des Kreisgerichtshofs (seit 1879 Landgericht) als den Oberamts- und Amtsgerichten übergeordnete Instanz (1932 trotz Protesten aufgehoben). Hinzu kamen das 1896 von der Stadt eingerichtete Arbeitsamt (seit 1927 staatlich) sowie Einrichtungen der Schul-, Eisenbahn-, Post- und Telegrafen-, Straßenbau-, Zoll- und Militärverwaltung.

#### Revolution von 1848
Während der Revolution von 1848/49 kam es in Schwäbisch Hall zu Unruhen, die aber nicht zu offener Gewalt führten. Früh schon wurde ein politischer Verein, Vorläufer der heutigen Parteien, der Vaterländische Verein, gegründet, der jedoch nicht demokratisch, sondern konstitutionell gesinnt war, also auf eine konstitutionelle Monarchie hinarbeitete. Die Tätigkeit des Vereins erschöpfte sich weitgehend in der Vorbereitung und Durchführung der Wahlen zur Deutschen Nationalversammlung in der Paulskirche Anfang Mai (ein Wahltag war nicht festgesetzt worden). Die Mehrheit der Bürgerschaft wählte den Stuttgarter Professor Wilhelm Zimmermann, einen gemäßigten Republikaner, in die Frankfurter Nationalversammlung.
Danach verfiel der Verein in politische Lethargie; es bestand wohl ein zu großes Vertrauen in „die da oben in Frankfurt“ und dass „sie’s wohl schon richten werden“. Schon vorher waren seine mangelnden Strukturen und chaotischen Vorgehensweisen beklagt worden. Am 13. Juni konstituierte sich deshalb auf Initiative des Lehrers Rümelin, der auch schon an der Gründung des Vaterländischen Vereins maßgeblich beteiligt war, der Demokratische Verein. Dieser war nun schon explizit republikanisch und demokratisch und zog viele Mitglieder des Vaterländischen Vereins an. In kurzer Zeit gewann er großen Zulauf und wurde so zum Spiegelbild der um sich greifenden Radikalisierung der Bevölkerung, die die gemäßigten Vorstellungen des „pastoralen“ Vaterlandsvereins hinter sich gelassen hatte, der schließlich im Demokratischen Verein aufging.
Im Herbst 1848 ließ die württembergische Regierung die Stadt wegen des „anarchischen Geists“ der Bürgerschaft durch Truppen besetzen. Einige lokale Führer der Republikaner wurden auf dem Hohenasperg inhaftiert und wanderten später teilweise in die USA aus. Bis zum Ende des Kaiserreichs war die Mehrheit der Bürgerschaft linksliberal gesinnt und wählte entsprechende Abgeordnete in den Reichs- und Landtag. Ein Ortsverein der SPD entstand 1864, er konnte sich bald als Vertreter der Arbeiterschaft etablieren und bei Wahlen bis zu einem Viertel der Stimmen gewinnen.

#### Industrielle Revolution
Die Industrialisierung, die in Schwäbisch Hall nur sehr zögerlich einsetzte, konnte im Wesentlichen nur den Verlust an Arbeitsplätzen im traditionellen Handwerk ausgleichen. Auch der Anschluss an das Netz der Württembergischen Eisenbahn durch die Eröffnung der Strecke nach Heilbronn 1862 bewirkte keine grundlegende Veränderung, begünstigte aber den Tourismus und die Entwicklung als Kurort. Zahlreiche Einwohner wanderten in die nahen Ballungsräume und nach Übersee aus, weshalb die Bevölkerungszahlen im 19. Jahrhundert nur langsam anstiegen. Erst im 20. Jahrhundert entstanden größere Neusiedlungen außerhalb des alten Stadtbereichs. Zurückgewinnen konnte die Stadt hingegen ihre Funktion als regionales Bildungszentrum; 1877 gelang es, die Wiederherstellung des Gymnasiums zu erreichen. Ein wichtiger Schritt in der Entwicklung zum Dienstleistungszentrum war 1886 die Gründung des Diakonissenkrankenhauses, das heute zu den größten Arbeitgebern der Stadt zählt.

### 20. Jahrhundert

#### Im Zeitalter der Weltkriege
Während des Ersten Weltkriegs war die Stadt Lazarettstandort. In die Zeit der Weimarer Republik fiel ein tiefgreifender Wandel des politischen Klimas. Die linksliberale DDP verlor rasch an Zustimmung, das Bürgertum wandte sich mehrheitlich der der Weimarer Republik feindlich gesinnten Deutschnationalen Volkspartei (DNVP) zu, die im Volksstaat Württemberg als Bürgerpartei auftrat. Eine von dem Lehrer und späteren württembergischen NS-Ministerpräsidenten Christian Mergenthaler geführte Ortsgruppe der NSDAP entstand schon 1922 und hatte bereits im folgenden Jahr 180–200 Mitglieder, zerfiel aber nach 1925 wieder und entstand erst um 1930 neu. Bis zu den Wahlen von 1932 und 1933 blieb die SPD die stärkste politische Kraft in Schwäbisch Hall.
Charakteristisch für die 1920er und 1930er Jahre ist ein starkes Wachstum des Tourismus, der durch die malerische Altstadt und das neu belebte Brauchtum der Salzsieder angelockt wurde. Das Solbad konnte sich hingegen nicht von dem kriegsbedingten Einschnitt erholen und gewann seine alte Bedeutung nicht mehr zurück. Die 1925 als Jedermann-Festspiele gegründeten Freilichtspiele auf der großen Treppe vor St. Michael ziehen bis heute ein überregionales Publikum an. Ab den 1920er Jahren begann die Stadt, über die Grenzen der Altstadt hinauszuwachsen. Insbesondere durch die Siedlungen auf der Tullauer Höhe (1931) und die Rollhofsiedlung (1. Bauabschnitt 1933) breitete sich die Stadt langsam auf die umliegenden Höhenzüge aus. Dieser Prozess setzte sich in der Zeit des Nationalsozialismus fort – die ab 1939 errichtete Kriegsopfersiedlung, heute Kreuzäckersiedlung, galt als nationalsozialistisches Vorzeigeprojekt – ebenso wie die Bemühungen um Eingemeindungen. Bereits 1930 war Steinbach mit der Comburg zu Schwäbisch Hall gekommen, 1935 folgte der bisherige Bibersfelder Ortsteil Hagenbach, 1936 Hessental. Im Rahmen der Verwaltungsreform während der NS-Zeit in Württemberg wurde 1938 das Gebiet des alten Oberamts Hall (seit 1934 statt „Oberamt“ als „Kreis“ bezeichnet) in den Landkreis Schwäbisch Hall überführt.
1936 wurde Schwäbisch Hall durch den Bau des Fliegerhorsts Schwäbisch Hall–Hessental der Luftwaffe Garnisonsstadt. Während des Zweiten Weltkriegs waren hier vor allem Bomber und Nachtjäger sowie der erste serienmäßig hergestellte Düsenjäger der Welt, die Messerschmitt Me 262, stationiert. In einem getarnten Werk in der Nähe wurden von Zwangsarbeitern u. a. auch Maschinen dieses Typs montiert. Der Fliegerhorst war nach dem Zweiten Weltkrieg bis 1993 unter dem Namen „Dolan Barracks“ ein Standort der US-Armee.
Die 1933 noch 121 Menschen umfassende jüdische Gemeinde wurde durch Flucht ihrer Mitglieder sowie Deportation und Ermordung der hier gebliebenen Juden ausgelöscht. Etwa 40 Schwäbisch Haller Juden fielen der nationalsozialistischen Judenverfolgung zum Opfer. Das Gedenkbuch des Bundesarchivs für die Opfer der nationalsozialistischen Judenverfolgung in Deutschland (1933–1945) verzeichnet namentlich 37 jüdische Einwohner Schwäbisch Halls, die deportiert und größtenteils ermordet wurden.
Vom Novemberpogrom 1938 waren der jüdische Betsaal in der Haller Oberen Herrngasse 8 und die Steinbacher Synagoge in der Neustetterstraße 34 betroffen. Dabei zerstörten NSDAP- bzw. SA- und NSKK-Angehörige den Betsaal; die Inneneinrichtung und die Kultgegenstände wurden öffentlich vor der St. Michaeliskirche verbrannt, die Synagoge wurde in Brand gesteckt. Daran erinnern ein Gedenkstein auf dem Haller Marktplatz und eine Gedenktafel am Standort der Steinbacher Synagoge. Im Rahmen der sogenannten „Euthanasie“ wurden 1940 im Zuge der Aktion T4 auch 270 Insassen des Behindertenheims der Diakonissenanstalt abtransportiert und größtenteils ermordet. 1944 wurde das Konzentrationslager Hessental eingerichtet. Es hatte bis zu 800 Häftlinge, die vor allem auf dem Fliegerhorst Reparaturarbeiten ausführen mussten. Mindestens 182 von ihnen starben durch Mord, Hunger und Krankheiten. Auf dem Haller Friedhof erinnert ein Mahnmal an die polnischen KZ-Häftlinge und Kriegsgefangenen. Ein Gedenkstein neben den Massengräbern auf dem jüdischen Friedhof Steinbach erinnert an diese Toten. 2005/2006 wurden vom Künstler Gunter Demnig an verschiedenen Standorten in der Innenstadt mehr als 20 Stolpersteine als Erinnerung an die Opfer des NS-Regimes verlegt.
Weitere Opfer forderte der Hessentaler Todesmarsch in das Außenlager München-Allach des KZs Dachau. Zwei Deserteure wurden am 2. April 1945 von SS-Männern zwischen der Limpurgbrücke und dem Holzsteg an Bäumen erhängt. Ein 1990 von einer Künstlergruppe ohne Genehmigung dort errichtetes Deserteursdenkmal wurde später von Unbekannten zerstört.  Am 17. April 1945 besetzten amerikanische Truppen die Stadt. Die Altstadt war von Kriegsschäden weitgehend verschont geblieben. Am 23. Februar 1945 wurden bei einem US-Luftangriff 16 Häuser und der Bahnhof zerstört, und das Rathaus wurde bei einem amerikanischen Jagdbomberangriff am Vormittag des 16. April 1945 von Brandbomben getroffen. Nur die Außenmauern und ein Teil der Innenmauern überstanden den Brand, unbeschädigt blieben das Untergeschoss mit dem Archiv und der Ratsbibliothek. Fast die gesamte künstlerische Ausstattung, darunter die Gemälde von Livio Retti, ging zugrunde.

#### Nachkriegszeit
1945 wurde Schwäbisch Hall Teil der Amerikanischen Besatzungszone und gehörte zum neu gegründeten Land Württemberg-Baden, das 1952 im jetzigen Bundesland Baden-Württemberg aufging.
Am 23. Mai 1945 beschloss der neue Gemeinderat den Wiederaufbau des zerstörten Rathauses. Am 16. September 1946 konnte das Richtfest gefeiert, am 17. Juli 1947 die Turmkrone aufgesetzt werden. Seit 1953 erfolgte der Innenausbau, wobei eine Farbfotodokumentation von 1943 wichtige Dienste leistete. Die feierliche Einweihung fand am 30. April 1955 statt.
In den 1950er Jahren überschritt die Einwohnerzahl der Stadt Schwäbisch Hall die 20.000-Grenze. Daraufhin stellte die Stadtverwaltung den Antrag auf Erhebung zur Großen Kreisstadt, dem die baden-württembergische Landesregierung dann mit Wirkung zum 1. Oktober 1960 stattgab. Im Zuge der Gemeindereform der 1970er Jahre kamen die Gemeinden Tüngental, Weckrieden, Sulzdorf, Gailenkirchen, Bibersfeld, Gelbingen und Heimbach zur Stadt Schwäbisch Hall. Bei der Kreisreform zum 1. Januar 1973 erhielt der Landkreis Schwäbisch Hall seine heutige Ausdehnung.
1966 wurde in Schwäbisch Hall der Club Alpha 60 gegründet, der als Baden-Württembergs ältestes soziokulturelles Zentrum gilt. Seither sorgt der club alpha 60 e. V. für (lokal-)politische Kontroversen und ist Veranstaltungsstätte.
Am 4. September 1968 war die Stadt Gastgeber der sechsten Runde der Eurovision-Sendung Spiel ohne Grenzen.
1982 war die Stadt Gastgeber der dritten Landesgartenschau Baden-Württemberg.

### 21. Jahrhundert
Schwäbisch Hall ist heute Bildungs-, Dienstleistungs- und kulturelles Zentrum der Region und Standort einiger mittelständischer Unternehmen v. a. des Maschinenbaus. Seit 1944 ist die Stadt Sitz der damals aus dem kriegsbedrohten Berlin verzogenen „Bausparkasse der Deutschen Volksbanken AG“, die heute als Bausparkasse Schwäbisch Hall AG der größte örtliche Arbeitgeber ist und bis zum Jahr 2001 auch der größte Gewerbesteuerzahler war.
2005 und 2006 verlegte der Künstler Gunter Demnig an acht Adressen in der Innenstadt insgesamt 21 Stolpersteine.
2006 beging die Stadt mit zahlreichen Aktivitäten ihre 850-Jahr-Feier (gerechnet ab der ersten urkundlichen Erwähnung der Michaelskirche).
2015 wurde Schwäbisch Hall der Ehrentitel „Reformationsstadt Europas“ durch die Gemeinschaft Evangelischer Kirchen in Europa verliehen.

### Einwohnerentwicklung
Einwohnerzahlen nach dem jeweiligen Gebietsstand. Nur Hauptwohnsitze.
| Stichtag           | Einwohner | Anm.      |
| ------------------ | --------- | --------- |
| 1514               | 0(1.124)  | Haushalte |
| 1800               | 05.000    | ungefähr  |
| 1823               | 06.374    |           |
| 1855               | 06.720    |           |
| 1. Dezember 1871   | 07.793    |           |
| 1. Dezember 1880   | 09.222    | a         |
| 1. Dezember 1900   | 09.225    | a         |
| 1. Dezember 1910   | 09.321    | a         |
| 16. Juni 1925      | 08.978    | a         |
| 16. Juni 1933      | 11.239    | a         |
| 17. Mai 1939       | 14.964    | a         |
| Dezember 1945      | 15.232    |           |
| 13. September 1950 | 19.266    | a         |

| Stichtag          | Einwohner | Anm. |
| ----------------- | --------- | ---- |
| 6. Juni 1961      | 21.458    | a    |
| 27. Mai 1970      | 23.505    | a    |
| 31. Dezember 1975 | 32.129    |      |
| 31. Dezember 1980 | 31.562    |      |
| 25. Mai 1987      | 31.289    | a    |
| 31. Dezember 1990 | 32.226    |      |
| 31. Dezember 1995 | 34.910    | c    |
| 31. Dezember 2000 | 35.192    | b    |
| 31. Dezember 2005 | 36.364    | b    |
| 31. Dezember 2010 | 37.137    | c    |
| 9. Mai 2011       | 36.548    | a    |
| 31. Dezember 2015 | 38.827    | c    |
| 31. Dezember 2016 | 39.328    | c    |
| 31. Dezember 2017 | 39.818    | c    |
| 31. Dezember 2018 | 40.440    | c    |

## Religionen
Das Gebiet der Stadt Schwäbisch Hall gehörte ursprünglich zum Bistum Würzburg und war dem Landkapitel Hall zugeordnet. Der vom Rat zum Prediger von St. Michael berufene Theologe Johannes Brenz führte in der Reichsstadt ab 1522 die Reformation ein. Als Schlusspunkt ihrer Durchsetzung kann die gedruckte Kirchenordnung von 1543 gelten, die für Stadt und Landgebiet verbindlich wurde. Unter Berufung auf das Bischofsrecht setzte der Haller Rat auch in den Pfarreien des Landkapitels die Reformation durch. Die Pfarreien bildeten danach de facto eine hällische Landeskirche unter der Oberaufsicht des reichsstädtischen Rates. Die letzte katholische Kirche in der Stadt (St. Johann) wurde 1534 geschlossen. Die 1548 von Kaiser Karl V. erzwungene Einführung des Augsburger Interims brachte zeitweilig (bis 1558/1559) wieder altkirchliche Geistliche auf die Kanzel, blieb aber bloße Episode. Die Stadt blieb danach bis zum 19. Jahrhundert rein protestantisch. Seit dem Übergang an Württemberg gehörten und gehören die Kirchengemeinden der Stadt zur Evangelischen Landeskirche in Württemberg. Die Pfarreien im Hospital, St. Urban (Unterlimpurg) und St. Johann (mit Gottwollshausen) hob man 1812 auf; danach gab es in der Stadt nur noch die beiden Pfarreien St. Michael und St. Katharina. Schwäbisch Hall blieb Sitz eines Dekanats (siehe Kirchenbezirk Schwäbisch Hall), zu dem heute die Kirchengemeinden des gesamten Umlands gehören. 1823 wurde die Stadt auch Sitz der Generalsuperintendenz Hall. Die heutige Gesamtkirchengemeinde Schwäbisch Hall besteht aus der Kirchengemeinde St. Michael und St. Katharina (für die Innenstadt, nach Zusammenschluss der beiden Innenstadt-Pfarreien 2004), der Johannes-Brenz-Gemeinde (für Rollhof und Reifenhof, gegründet 1955), der Kreuzäckergemeinde (in der Kreuzäckersiedlung, gegründet 1964), der Sophie-Scholl-Gemeinde (für Heimbachsiedlung und Teurershof, gegründet 1992) und der Lukasgemeinde (Hagenbach, gegründet 1976). Dazu kommt noch – eine Schwäbisch Haller Besonderheit – der seit 2002 als „Gemeinschaftsgemeinde“ ohne Gebietsfestschreibung in die Gesamtkirchengemeinde integrierte Ortsverein der Süddeutschen Gemeinschaft. Weitere evangelische Kirchengemeinden im Bereich der Stadt gibt es in den Stadtteilen Bibersfeld, Gailenkirchen, Gottwollshausen, Gelbingen, Eltershofen, Hessental, Steinbach, Sulzdorf und Tüngental.
Daneben gibt es in Schwäbisch Hall auch evangelische Freikirchengemeinden, darunter eine Adventgemeinde (an der Crailsheimer Straße), eine Evangelisch-Freikirchliche Gemeinde in Hessental (Eberhard-Heim-Straße) und eine Evangelisch-methodistische Kirche (Christuskirche am Säumarkt). Auch die Neuapostolische Kirche ist mit einer Gemeinde (Langenfelder Weg) im Haller Stadtbezirk vertreten. Ebenso sind die Zeugen Jehovas im Stadtteil Hessental (Einkornstraße) vertreten.
Da das Reichsstift Comburg katholisch blieb und im Zuge der Gegenreformation auch seine Besitzungen in dieser Konfession hielt oder rekatholisierte, verblieben Ortschaften, die in seinem Besitz waren oder an denen es Anteil hatte, ganz oder teilweise katholisch oder wurden es wieder (so die inzwischen Schwäbisch Haller Stadtteile Steinbach, Hessental und Tüngental). In Steinbach war der Sitz der Pfarrei. Nach dem Ende der Reichsstadt 1802 ließen sich auch in Schwäbisch Hall selbst wieder Katholiken nieder. Einen ersten Ansiedlungsschub bewirkte der Eisenbahnbau in den 1860er Jahren, einen weiteren, größeren, der Zustrom von Flüchtlingen und Vertriebenen nach 1945. Seit 1887 besteht wieder eine eigene Pfarrei in der Stadt (St. Joseph). Diese betreut heute die Katholiken in der Altstadt, im Ostteil der Stadt, in den Ortschaften Breitenstein, Eltershofen, Gelbingen und Weckrieden sowie in den Nachbarorten Untermünkheim, Enslingen, Übrigshausen und Kupfer. Die zweite Pfarrei in Schwäbisch Hall, „Christus König“, wurde 1967 gegründet; die zugehörige Kirche war bereits 1961 in der Heimbachsiedlung als Filialkirche von St. Joseph erbaut worden. Sie betreut heute die Katholiken der Stadtteile Heimbachsiedlung, Teurershof, Bibersfeld, Gailenkirchen und Gottwollshausen sowie der Nachbarorte Michelfeld und Gnadental. Die dritte Pfarrei, St. Markus, selbständige Pfarrei seit 1980, zuvor Filiale von St. Joseph, ist für den Stadtteil Hagenbach sowie die Gemeinde Rosengarten zuständig. In weiteren Stadtteilen von Schwäbisch Hall gibt es noch die katholischen Kirchengemeinden „St. Maria Königin des Friedens“ in Hessental (betreut auch die Stadtteile Sulzdorf, Tüngental und die Stadt Vellberg) sowie „St. Johannes Baptist“ in Steinbach (betreut auch die Gemeinde Michelbach/Bilz und den Ortsteil Tullau der Gemeinde Rosengarten). Die Pfarrgemeinden bilden zusammen zwei Seelsorgeeinheiten im Dekanat Schwäbisch Hall der Diözese Rottenburg-Stuttgart.

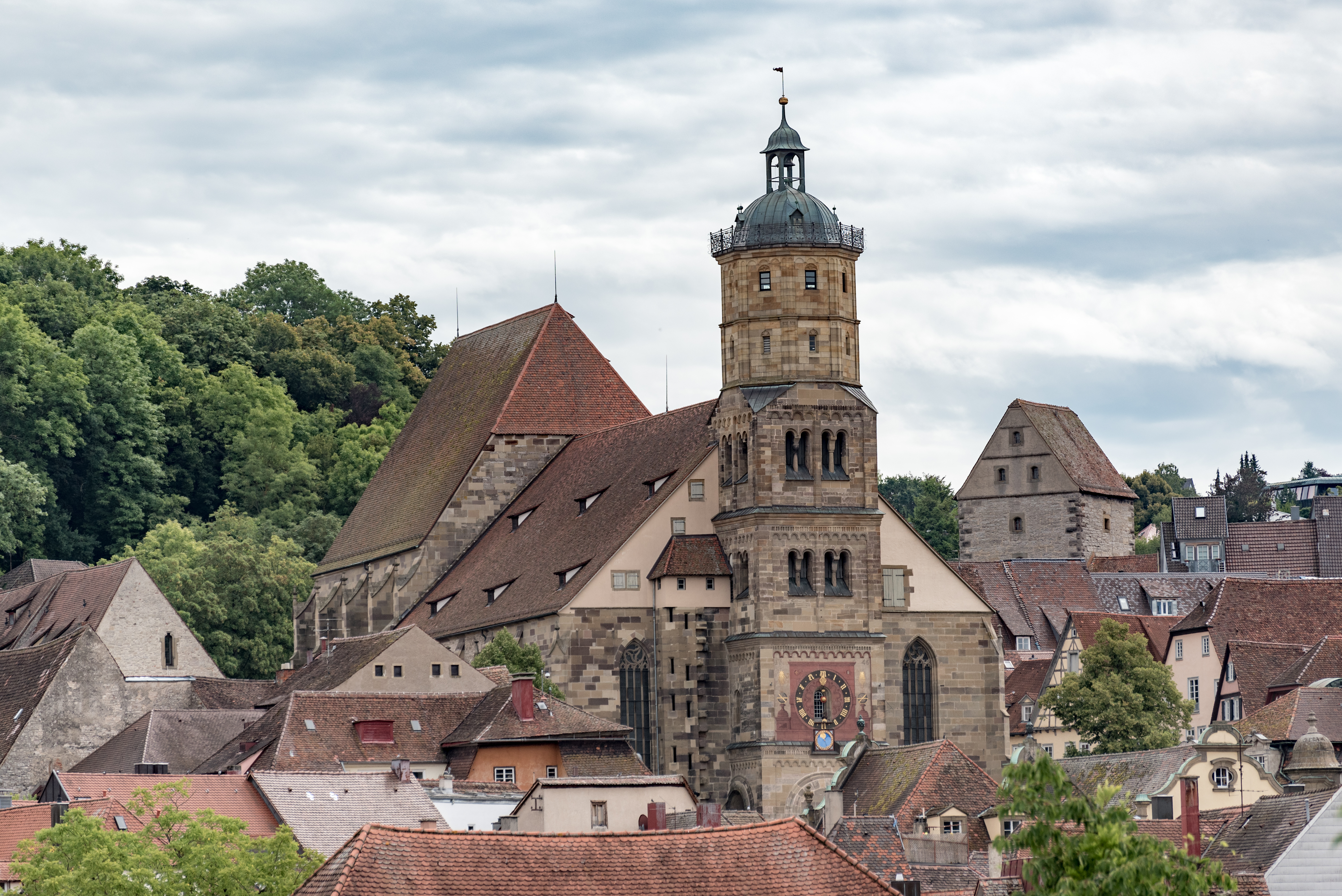
Blick nach Ostsüdosten auf die Evangelische Stadtpfarrkirche St. Michael. Rechts daneben die Kappe des Langenfelder Tors, heute meist Crailsheimer Tor genannt.

Eine jüdische Gemeinde bestand bereits im Mittelalter und wurde erstmals 1241 erwähnt. Sie wurde 1349 durch ein Pogrom vernichtet, entstand aber später wieder neu und verschwand endgültig erst im 15. Jahrhundert. Ab 1688 kam es wieder zu einer dauerhaften Ansiedlung von Juden, die als Schutzjuden kein Bürgerrecht genossen und unter zahlreichen Einschränkungen leben mussten. Zimmersynagogen bestanden in Wohnhäusern in der Vorstadt Unterlimpurg und in Steinbach. Die um 1738/1739 durch Eliezer Sussmann aus Polen bemalte Täfelung der Unterlimpurger Zimmersynagoge ist das wohl bedeutendste Exponat des Hällisch-Fränkischen Museums in Schwäbisch Hall. Nach dem Ende der Reichsstadt 1802 wurden die Einschränkungen gelockert, sie fielen schließlich 1864 durch die bürgerliche Gleichberechtigung weg. Eine Synagoge bestand seit 1809 in Steinbach, 1828 konstituierte sich die jüdische Gemeinde Steinbach-Hall, ein Betsaal in Hall kam 1893 hinzu. Durch die Zuwanderung aus den Landgemeinden der Umgebung wuchs die Gemeinde bis auf 300 Mitglieder, schrumpfte dann aber durch Auswanderung nach Übersee und Abwanderung in die größeren Städte wieder auf 125 im Jahr 1933. In den folgenden Jahren wurde die jüdische Gemeinde durch den NS-Terror vernichtet, ihre Mitglieder flohen ins Ausland oder wurden deportiert und ermordet (etwa 40 Opfer). Zwischen 1946 und 1949 bewohnten jüdische Überlebende des Holocaust drei Lager in Schwäbisch Hall. Seit den 1980er Jahren pflegt die Stadt den Kontakt zu den ehemaligen jüdischen Bürgern und deren Nachkommen, die v. a. in Israel und den USA leben. Seit den 1990er Jahren gibt es wieder jüdische Bürger, die meisten sind aus der ehemaligen Sowjetunion zugezogen.
In Schwäbisch Hall gibt es etwa tausend Muslime; etwa 800 von ihnen sind türkische Gastarbeiter, die in den 1960er Jahren nach Schwäbisch Hall gekommen sind und deren Nachkommen. 1979 richtete der Türkische Arbeitnehmer-Hilfs- und Sportverein einen Betraum ein, seit 2004 steht an der Gaildorfer Straße die Mevlana-Moschee der türkisch-muslimischen Gemeinde.
Gemäß Zensus 2011 waren 52,7 % der Bevölkerung von Schwäbisch Hall evangelische, 19,8 % römisch-katholische, 1,9 % evangelisch-freikirchliche und 2,3 % orthodoxe Christen. 4,6 % gehörten anderen und 18,6 % keiner öffentlich-rechtlichen Religionsgemeinschaft an (darunter zählen auch die Muslime).

## Politik

### Gemeinderat
Der Gemeinderat der Stadt Schwäbisch Hall hat seit der letzten Kommunalwahl vom 9. Juni 2024, 32 Mitglieder, die den Titel „Stadträtin/Stadtrat“ führen. Die Wahl brachte folgendes Ergebnis:

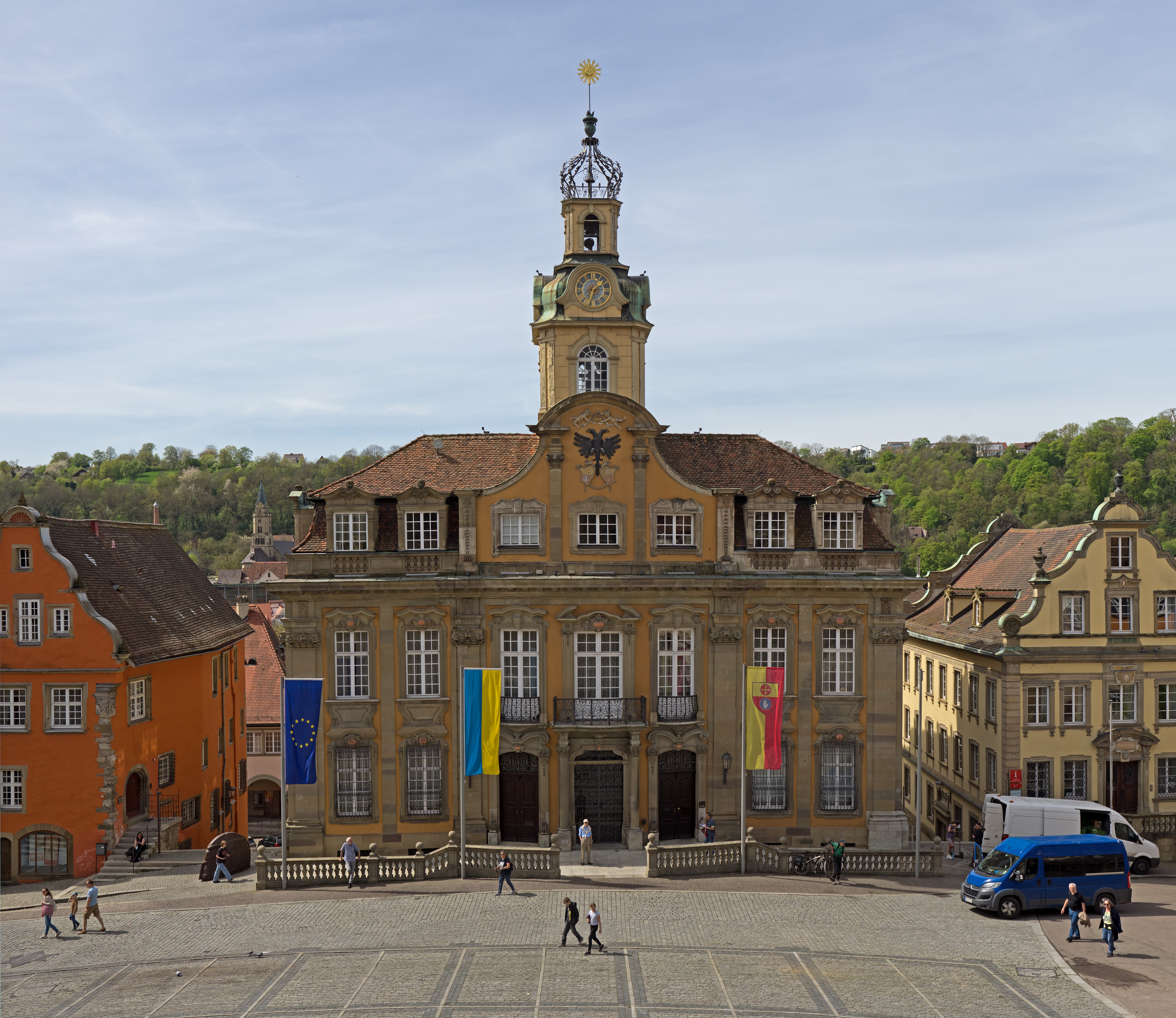
Das barocke Rathaus von 1735

| Kommunalwahl 2024 %3020100 22,1 %21,2 %14,6 %21,2 %7,1 %4,9 %3,7 %2,1 %2,8 % GrüneCDUSPDFWFDPPARTEILinkeBLAfDGewinne und Verlusteim Vergleich zu 2019 %p 8 6 4 2 0 −2 −4 −6−6,0 %p+2,4 %p−2,9 %p+6,2 %p−2,8 %p+1,0 %p−0,1 %p−0,8 %p+2,8 %pGrüneCDUSPDFWFDPPARTEILinkeBLAfD | Aktuelle Sitzverteilung im GemeinderatInsgesamt 32 Sitze - Linke: 1 - BL: 1 - PARTEI: 2 - SPD: 4 - Grüne: 7 - FDP: 2 - FW: 7 - CDU: 7 - AfD: 1 |

| Parteien und Wählergemeinschaften | Parteien und Wählergemeinschaften                                                             | % 2024 | Sitze 2024 | % 2019 | Sitze 2019 |
| --------------------------------- | --------------------------------------------------------------------------------------------- | ------ | ---------- | ------ | ---------- |
| GRÜNE                             | Bündnis 90/Die Grünen                                                                         | 22,1   | 7          | 28,1   | 10         |
| CDU                               | Christlich Demokratische Union Deutschlands                                                   | 21,2   | 7          | 18,8   | 7          |
| FW                                | Freie Wählervereinigung                                                                       | 21,2   | 7          | 15,0   | 5          |
| SPD                               | Sozialdemokratische Partei Deutschlands                                                       | 14,6   | 4          | 17,5   | 6          |
| FDP                               | Freie Demokratische Partei                                                                    | 7,1    | 2          | 9,9    | 3          |
| Die PARTEI                        | Partei für Arbeit, Rechtsstaat, Tierschutz, Elitenförderung und basisdemokratische Initiative | 4,9    | 2          | 3,9    | 1          |
| LINKE                             | Linke Liste                                                                                   | 3,7    | 1          | 3,8    | 1          |
| AfD                               | Alternative für Deutschland                                                                   | 2,8    | 1          | –      | –          |
| BL                                | Bunte Liste                                                                                   | 2,1    | 1          | 2,9    | 1          |
| Gesamt                            | Gesamt                                                                                        | 100    | 32         | 100    | 34         |
| Wahlbeteiligung                   | Wahlbeteiligung                                                                               | 57,7 % | 57,7 %     | 56,6 % | 56,6 %     |

### Stadtoberhäupter
Im 13. Jahrhundert stand wahrscheinlich – der allerdings erst 1307 erstmals urkundlich erwähnte – Stättmeister als Vertreter des Königs und Träger der Hochgerichtsbarkeit an der Spitze der städtischen Verwaltung. Ihm zur Seite stand ein 1249 erstmals genanntes Schöffengericht. Aus dem Gericht entwickelte sich vermutlich der 1307 erstmals erwähnte, aus Stadtadeligen zusammengesetzte Rat als leitendes Gremium der Stadt. Die Richter gehörten nun dem Rat an. Da die Stadt das Pfandrecht am Amt des Schultheißen erwarb (1382) sowie viele von diesem verwaltete königliche Rechte an sich brachte, verlor dieses Amt zugunsten des Rates seine Bedeutung weitgehend. In der Verfassungsurkunde von 1340 entschied Kaiser Ludwig IV., dass der Rat 12 „burger“ (Adelige), sechs „mittelburger“ (die Mittelbürger waren eine durch Handwerk und Handel zu Reichtum gekommene Bürgerschicht) und acht Handwerker umfassen sollte. Ende des 15. Jahrhunderts trat zu diesem „Inneren Rat“ noch der „Äußere“ oder „Gemeine Rat“ mit 28 Mitgliedern, der eine beratende Funktion hatte. Seine Mitglieder wurden vom Inneren Rat gewählt. Im Zuge der sogenannten „Zweiten Zwietracht“ (1510–1512) verlor der Stadtadel seine dominierende Position im Rat, die ständische Aufteilung der Ratsmandate verschwand. An der Spitze des Inneren Rates standen die beiden Stättmeister (Bürgermeister) (mit dem Rat zusammen erstmals erwähnt 1307), von denen einer als „regierender Stättmeister“ das Stadtoberhaupt darstellte. Sowohl der Stättmeister als auch der Innere Rat wurden jährlich neu gewählt; es gab jedoch keine Wahl durch die Bürger, sondern eine Selbstergänzung aus dem Rat heraus. Im Grundsatz blieb diese Organisation bis 1802 erhalten. Von der von Kaiser Karl V. erzwungenen Verfassungsänderung von 1552 („Hasenrat“) (1559 und 1562 wieder aufgehoben) blieben lediglich eine Reduktion des Inneren Rates auf 24 und des Äußeren Rates auf 15 Personen.
Nach dem Übergang an Württemberg 1802 beseitigte die „Municipalverfassung“ von 1803 die reichsstädtische Verfassung Halls. Die eigenständige Verfassungsgeschichte der Stadt endete damit. Wie überall in Württemberg war die Entwicklung im 19. Jahrhundert durch eine schrittweise Stärkung der kommunalen Selbstverwaltung und der demokratischen Elemente gekennzeichnet. Von 1819 bis 1919 gab es neben dem Gemeinderat als beratendes Gremium den „Bürgerausschuss“. Die Wahl der Räte auf Lebenszeit fiel während der Revolution von 1848/49. Ab 1803 gab es zunächst zwei Bürgermeister, ab 1822 einen auf Lebenszeit vom König eingesetzten Stadtschultheißen. Ab 1891 erfolgte die Wahl durch die Bürgerschaft, 1906 fiel die Lebenslänglichkeit des Stadtschultheißenamtes.
Ab 1930 führte das Stadtoberhaupt den Titel „Bürgermeister“, seit der Erhebung zur Großen Kreisstadt 1960 ist dessen Bezeichnung Oberbürgermeister. Dieser wird von den Wahlberechtigten auf acht Jahre direkt gewählt. Er ist Vorsitzender des Gemeinderats. Sein allgemeiner Stellvertreter ist der Erste Beigeordnete mit der Amtsbezeichnung Erster Bürgermeister.
Liste der Bürgermeister und Oberbürgermeister
| - 1803–1819: Georg Karl Haspel - 1819–1828: Johann Friedrich Hezel - 1829–1848: Lorenz Wibel - 1848–1881: Friedrich Heinrich Hager - 1881: Gemeinderat Krumrey, Amtsverweser - 1882–1887: Otto Wunderlich - 1887: Gemeinderat Krumrey, Amtsverweser - 1888–1899: Friedrich Helber | - 1899–1926: Emil Hauber - 1927–1945: Wilhelm Prinzing (NSDAP) - 1945–1954: Ernst Hornung (SPD) - 1954–1974: Theodor Hartmann (CDU) - 1974–1996: Karl-Friedrich Binder - 1997–2021: Hermann-Josef Pelgrim (SPD) - Seit 2021: Daniel Bullinger (FDP) |

### Wappen
| Wappen der Stadt Schwäbisch Hall | Blasonierung: „In Gold und Rot geteilt. Oben in einem roten Kreis ein gelbes Kreuz und unten eine weiße, zum Schildhaupt zeigende Hand in weiß umrandetem blauen Kreis.“ |
| Wappen der Stadt Schwäbisch Hall | Wappenbegründung: Das Wappen zeigt die beiden Seiten des Hellers, einer mittelalterlichen Münze, die in Schwäbisch Hall geprägt wurde.                                   |

### Städtepartnerschaften
- Épinal, Frankreich (1964)
- Loughborough, Vereinigtes Königreich (1966)
- Lappeenranta, Finnland (1985)
- Neustrelitz, Deutschland (1988)
- Zamość, Polen (1989)
- Balıkesir, Türkei (November 2006)

Im Rahmen „Kommunale Klimapartnerschaften“ des Bundesministeriums für wirtschaftliche Zusammenarbeit:
- Okahandja, Namibia[32]

## Kultur und Sehenswürdigkeiten

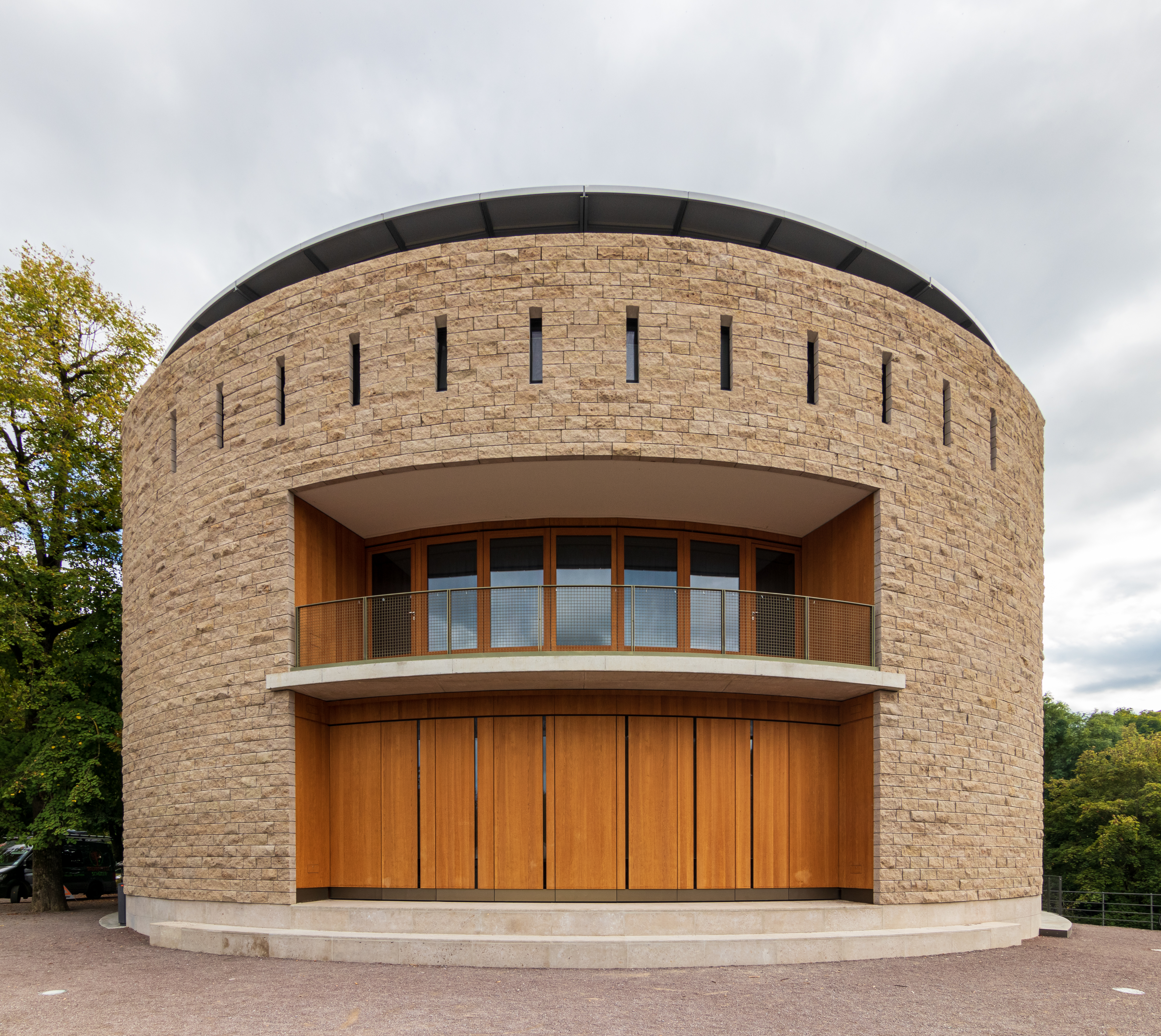
Das Haller Globe-Theater auf der Kocherinsel Unterwöhrd

### Bauwerke
- Stadtpfarrkirche St. Michael, gotische Hallenkirche
- ehem. Johanniterkirche, siehe auch unter Museen
- Katharinenkirche, neugotisch verändert
- barockes Rathaus
- ehem. Josenkapelle
- ehem. Kornhaus und Salzmagazin
- Münzmeisterturm, Fachwerkhaus auf Basis eines staufischen Wohnturms
- ehem. Spital zum Heiligen Geist, gegründet 1317/23, heutiges Gebäude 1731
- Zeughaus
- Weiler Tor
- Folterturm
- Stellwaghaus

### Theater
- Die von Juni bis August auf der 500 Jahre alten Treppe von St. Michael stattfindenden Freilichtspiele Schwäbisch Hall wurden 1925 als Jedermann-Festspiele gegründet. Drei Inszenierungen auf der Treppe bilden den Kern der Festspiele. Von 2000 bis 2016 gab es zusätzlich jährlich zwei Inszenierungen im Haller Globe-Theater, einem Rundbau aus Holz auf der Kocherinsel. Anstelle dieser im Herbst 2016 abgebauten Spielstätte wurde am selben Ort im März 2019 das Neue Globe, ein Rundbau mit Naturstein- und Glasfassade, eröffnet. Das Kindertheater und ein Rahmenprogramm runden die Festspiele ab.
- Der Theaterring e. V. bietet pro Saison sechs Theaterstücke für Erwachsene und zwei Kindertheaterstücke an. Aufführungsort ist der Neubausaal.
- Gerhards Marionettentheater e. V.[33] führt im Schafstall vor allem zahlreiche Kinderstücke, aber auch Stücke für Erwachsene auf.
- Das Prinzessin-Gisela-Theater[34] führt im Haus der Bildung und als Tourneetheater Kinderstücke, aber auch amüsantes Zaubertheater für Erwachsene auf.

### Museen
- Die Kunsthalle Würth, 2001 von Gerhard Schröder eröffnet, fällt durch ihre architektonische Qualität auf. Der dänische Architekt Prof. Henning Larsen hat das moderne Gebäude geplant. Es werden Wechselausstellungen gezeigt, gespeist vor allem aus Beständen des Sammlers und namengebenden Unternehmers Reinhold Würth. Bisher waren in der Kunsthalle unter anderem große Werkschauen von Eduardo Chillida, Max Liebermann, Henry Moore, Horst Antes, Fernando Botero, Edvard Munch, Alfred Hrdlicka sowie verschiedene Themenausstellungen zu sehen. Ein Rahmenprogramm aus Führungen, museumspädagogischen Aktivitäten und anderem begleitet die Ausstellungen. Im Adolf-Würth-Saal der Kunsthalle finden regelmäßig Vorträge, Konzerte und Lesungen statt.
- Die Johanniterkirche ist eine ursprünglich romanische (Ende 12. Jahrhundert), später gotisch erweiterte Kirche an der Henkersbrücke. Die Kirche wurde 1812 profaniert und unter der Bezeichnung Johanniterhalle unterschiedlich genutzt. Nach dem Erwerb des Gebäudes von der Stadt wurde die Kirche durch die Würth-Gruppe umfangreich renoviert und mit einem Erweiterungsanbau versehen. Seit November 2008 werden in der Johanniterkirche Alte Meister aus der Sammlung Würth gezeigt, darunter Werke von Lucas Cranach dem Älteren (Heilige Barbara, Christus segnet die Kinder, Bildnisse von Martin Luther und Philipp Melanchthon). Seit Januar 2012 ist als wertvollstes Stück dieser Sammlung die Madonna des Bürgermeisters Jakob Meyer zum Hasen von Hans Holbein dem Jüngeren (auch als Darmstädter Madonna bekannt) im Chor der Johanniterkirche ausgestellt.
- Im Hällisch-Fränkischen Museum wird die Stadt- und Regionalgeschichte vom Mittelalter bis zur Neuzeit dargestellt, daneben die örtliche Geologie. Es gründet auf der seit 1851 angelegten Sammlung des Historischen Vereins für Württembergisch-Franken. Das Museum befindet sich im „Keckenturm“ aus staufischer Zeit und sechs weiteren mit ihm verbundenen Gebäuden.
- Das Hohenloher Freilandmuseum Wackershofen, 1979 gegründet, ist ein Museumsdorf im Stadtteil Wackershofen auf 40 Hektar Fläche. Hier sind inzwischen über 70 historische Gebäude originalgetreu wieder aufgebaut worden. Die Häuser zeigen die originale Einrichtung oder entsprechende Stücke aus der gleichen Zeit. Sie erlauben einen Einblick in die ländliche Vergangenheit und Kultur.
- Die Galerie am Markt zeigt moderne Kunst.
- Das Haus Lange Straße 49 ist ein Armleutehaus von 1470. Es werden die Ergebnisse seiner binnenarchäologischen Untersuchung vorgestellt.
- Das Haller Feuerwehrmuseum in der Alten Spinnerei hält rund 6000 Ausstellungsstücke auf 1600 m² vor.

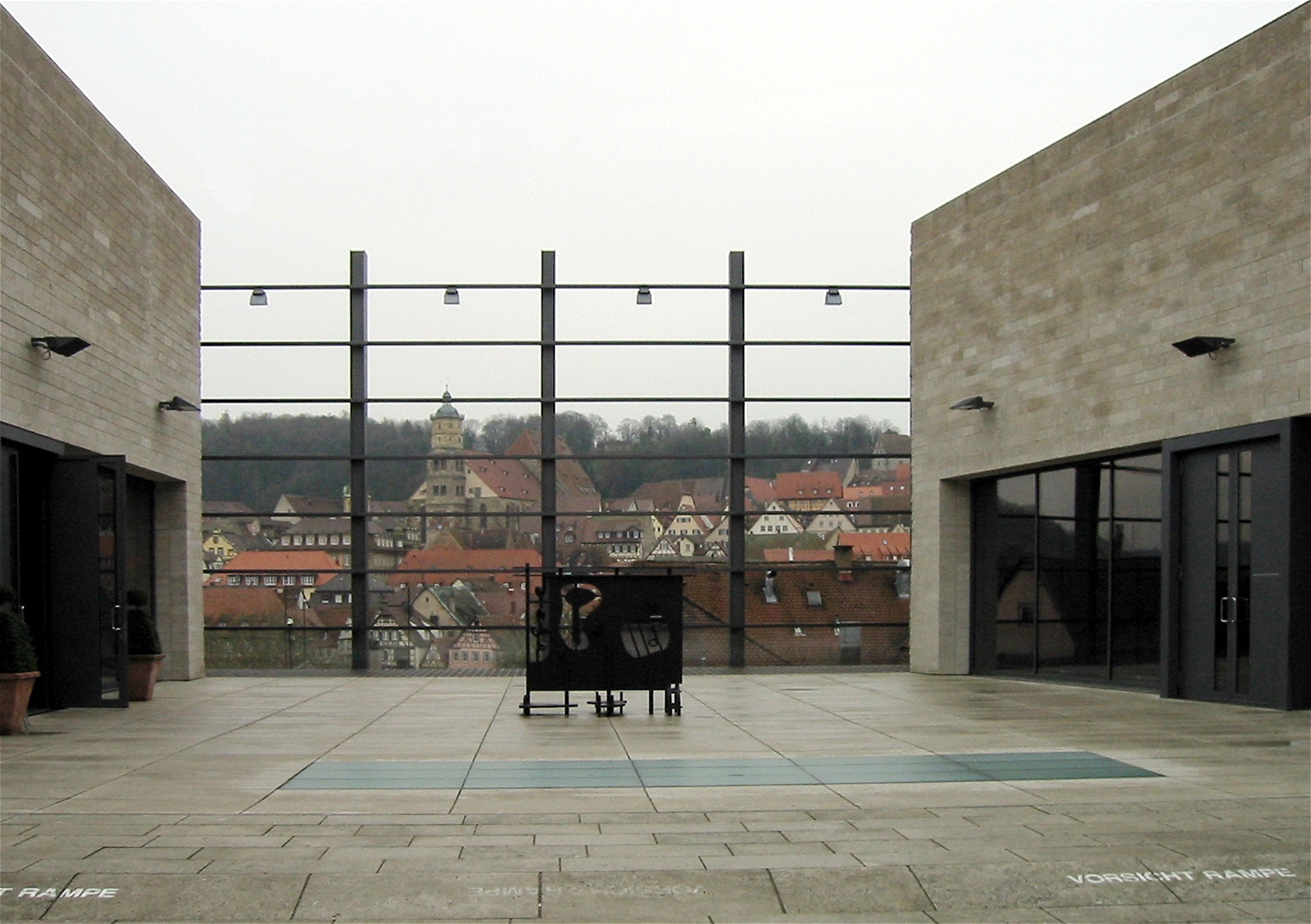
Blick auf Schwäbisch Hall vom Museumshof der Kunsthalle Würth aus
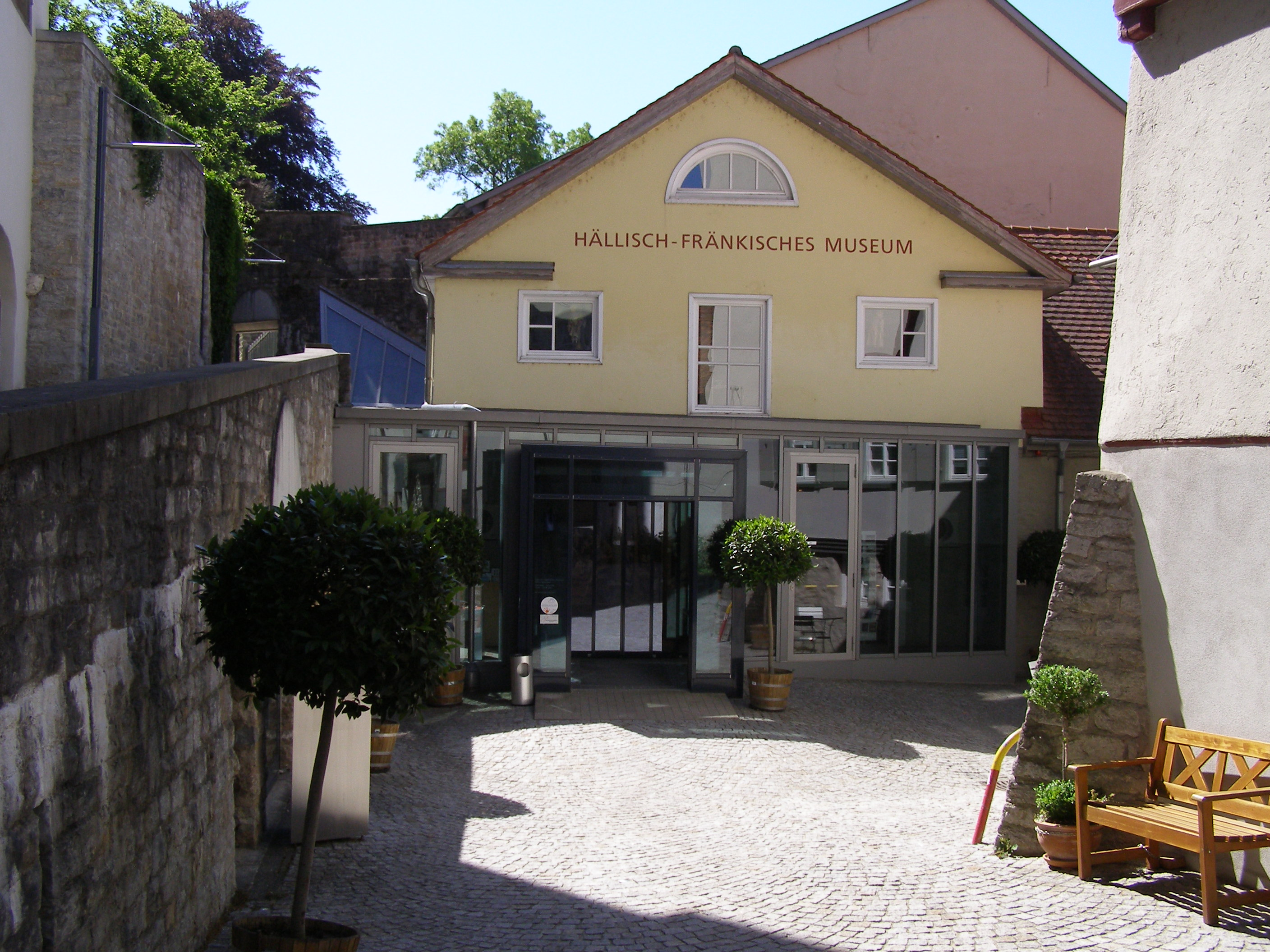
Hällisch-Fränkisches Museum, Eingangsbereich
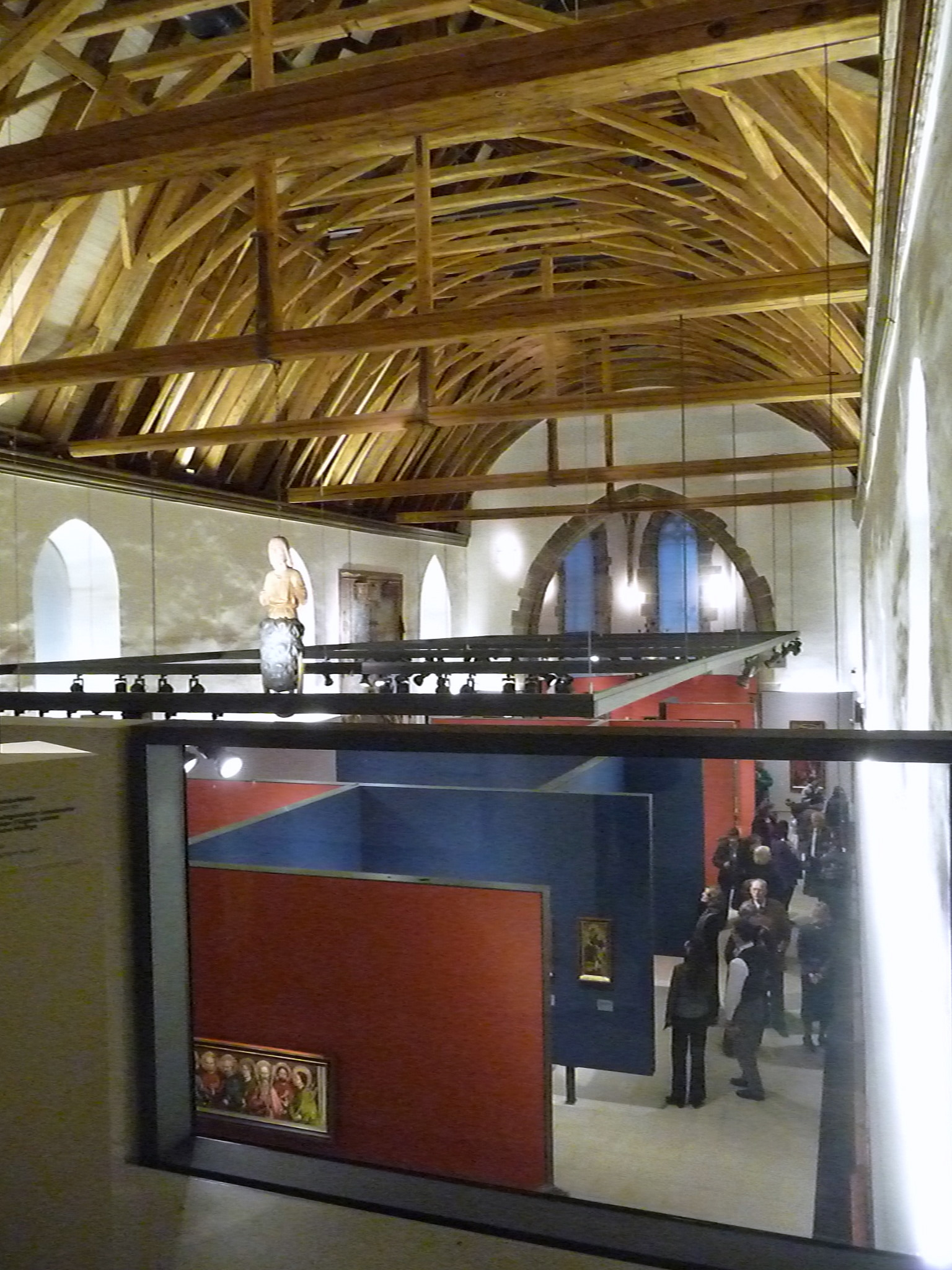
Johanniterkirche

### Musik
Seit 1971 gibt es in Schwäbisch Hall eine städtische Musikschule. Im Herbst 2011 ist diese vom Engelhardt-Palais in der Gelbinger Gasse ins neue Haus der Bildung umgezogen. Hall hat auch ein Stadtorchester.
- Das JazzArtFestival findet seit 2007 jährlich in der Hospitalkirche statt.[35]
- Seit 2021 wird das Haller Straßenmusikfestival jährlich an unterschiedlichen Standorten in der Innenstadt veranstaltet.[36][37]

### Kriegsgräberstätten
Auf dem Haller Nikolaifriedhof befinden sich 306 Kriegsgräber. In seinem oberen Teil steht die Grabanlage für die Bombenopfer des amerikanischen Luftangriffs auf den Schwäbisch Haller Bahnhof am 23. Februar 1945, der zwischen 48 und 53 Menschenleben forderte.

### Sonstige Sehenswürdigkeiten

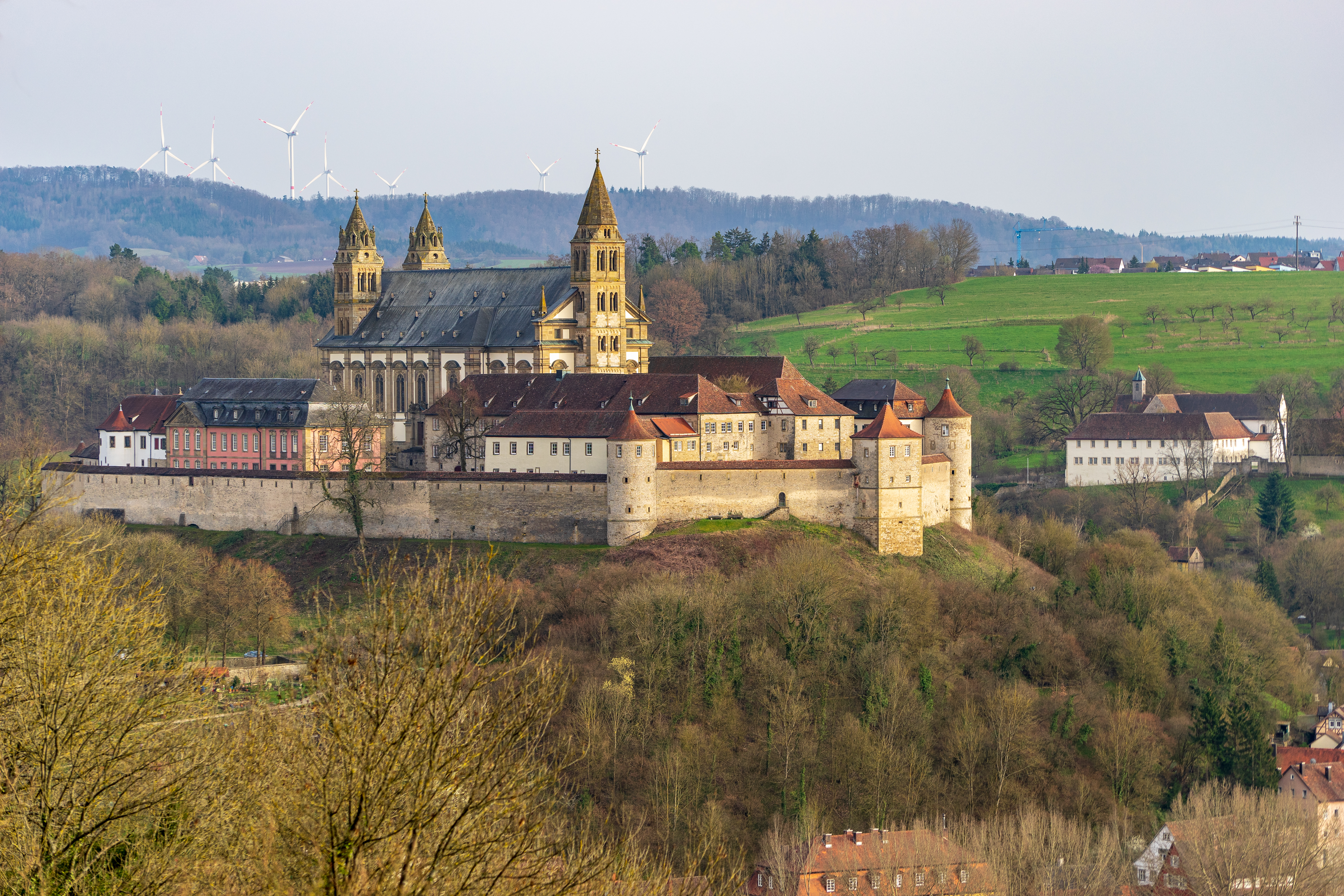
Die Comburg

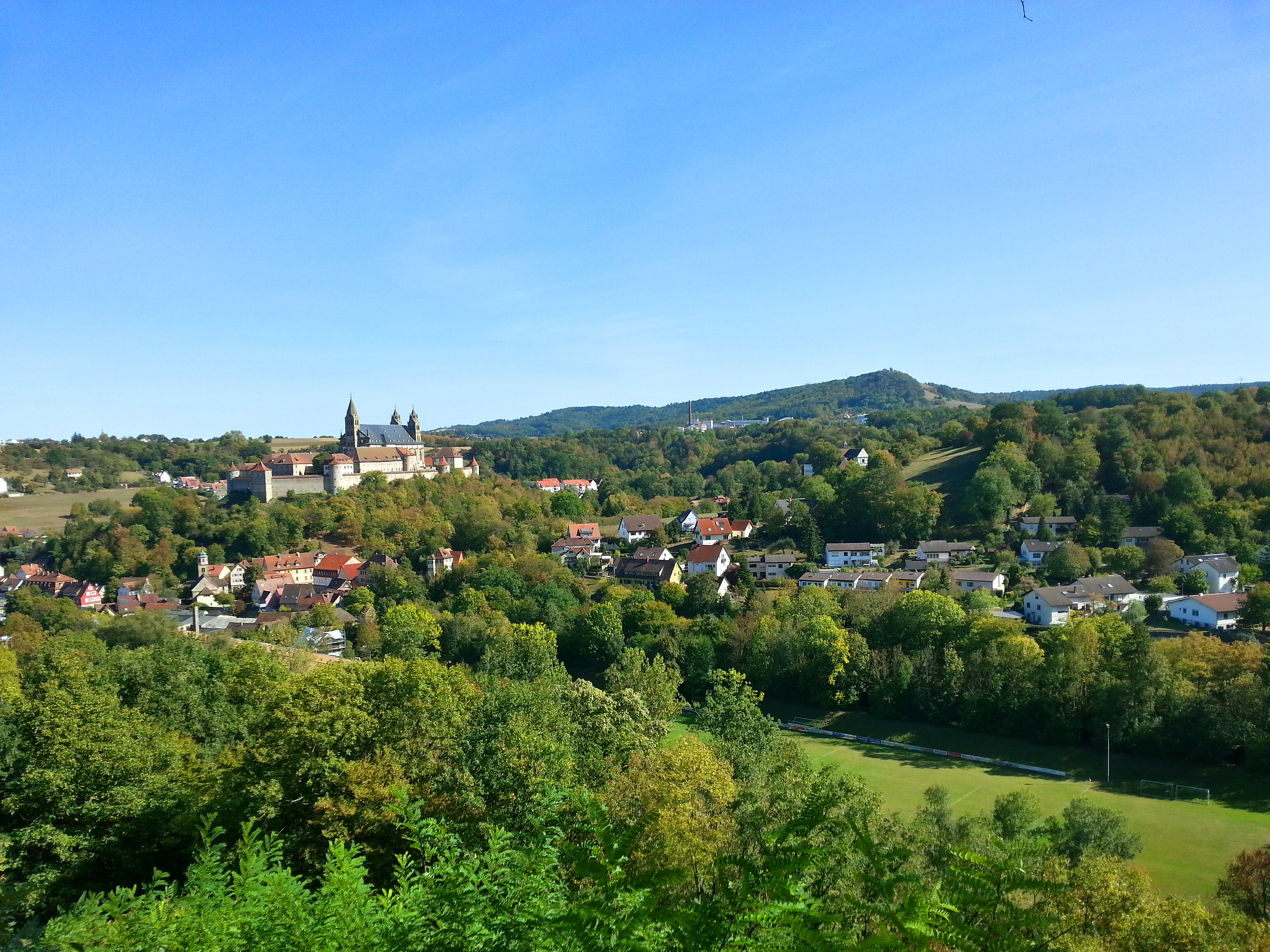
Von der Tullauer Höhe aus gesehen (v. l. n. r.): Steinbach am Fuße der Comburg, gegenüber der Comburg die Kleincomburg, im Hintergrund Hessental und der Einkorn

- Comburg: Die Großcomburg, ein ehemaliges Benediktinerkloster, wurde im Jahr 1078 gegründet. Die burgartige Anlage erhebt sich auf einem alten Umlaufberg des Kochers über Steinbach. Die Außenanlagen, unter anderem ein Wehrgang um den gesamten Gebäudekomplex, sind frei zugänglich. Die Stiftskirche St. Nikolas ist geprägt durch die romanischen Türme und den Umbau der Barockzeit (1706–1715). Die reiche Innenausstattung umfasst romanische Kunstschätze wie den Radleuchter und das Altarantependium, die mit Führung besichtigt werden können. Die Großcomburg beherbergt heute die Landesakademie für Fortbildung und Personalentwicklung an Schulen. Bei der Kleincomburg handelt es sich um die 1108 gestiftete Kirche St. Ägidius. Das romanische Bauwerk liegt halb auf einem Talhang gegenüber der Großcomburg und ist 15 Gehminuten entfernt.
- Burgruine Limpurg oberhalb der Vorstadt Unterlimpurg mit nahen Resten eines vorgeschichtlichen Abschnittswalls.
- Einkorn, Bergsporn oberhalb von Schwäbisch Hall-Hessental mit Aussichtsturm und Ruine der barocken Wallfahrtskirche zu den 14 Nothelfern.
- KZ-Gedenkstätte beim Schwäbisch Hall-Hessentaler Bahnhof, erinnert an das KZ Hessental (1944/1945).
- Jüdischer Friedhof in Steinbach
- Kunstautomaten von Bernhard Deutsch u. a. auf der Henkersbrücke, am Sulfersteg, im Hällisch Fränkischen Museum und in der Openairgalerie Villa Wunderwelt[38] in Steinbach.
- Aquädukt in der unteren Wettbachklinge. Das Bauwerk überbrückte früher einen Taleinschnitt auf der Trasse der alten Haller „Röhrenfahrt“, in der Wasser für die Versorgung der Stadt in natürlichem Gefälle aus dem Quellgebiet bei Breitenstein in die Stadt floss.

Günstige Sichtpunkte für einen Überblick über die Altstadt sind:
- Ein kleiner Park an der Königsberger Straße erlaubt den besten Blick über die Bahnhofsbucht auf die südlichen, älteren Innenstadtteile.
- Von der oberen Talhangkante am Katzenkopf sieht man die zentrale Innenstadt um die Achse der Neuen Straße mit Rathaus und Michaelskirche dahinter.
- Vom „Kastengärtle“ an der südlichen Ecke des Neubaus sieht man in den tiefen Schiedgraben und über die Gassen des östlichen Talhangs hinunter auf die Kocherpartie und den Gegenhang.
- Der Weg auf dem Kamm des Friedensberges erlaubt den Blick über die Gelbinger Vorstadt hinweg aufs linke Kocherufer.

### Sport
- das Freizeitbad Schenkensee umfasst ein Freibad sowie ein Hallenbad mit Außenbereich und Saunapark; weitere Attraktionen sind mehrere Rutschen und ein 10 m-Sprungturm im Außenbereich
- das Solebad bietet neben 500 m² Wasserfläche und einer 120 m² großen Salzgrotte eine Saunalandschaft und verschiedene therapeutische Einrichtungen; der Salzgehalt der Sole, der 3–4 % beträgt, dient zur Behandlung vieler Krankheiten und lockte schon vor über 100 Jahren Kurgäste an den Kocher (–> siehe Altes Solbad und Neues Solbad)
- das Waldbad Gelbingen, ein Freibad, wird von einem gemeinnützigen Verein getragen
- der Golfclub Schwäbisch Hall betreibt eine Golfanlage in Dörrenzimmern mit einer Gesamtfläche von 85 ha
- der Verein Schwäbisch Hall Unicorns spielt American Football in der GFL, er gewann 2011, 2012, 2017, 2018 und 2022 die deutsche Meisterschaft
- der Optima Sportpark ist Heimspielstätte der Schwäbisch Hall Unicorns und der Sportfreunde Schwäbisch Hall[39]
- jeweils am 6. Januar findet der Schwäbisch Haller Dreikönigslauf statt
- seit 2004 findet jeden Sommer auf der Auwiese der Sparkassen Bundesliga-Cup statt
- nahezu 60 Sportvereine bieten ein breitgefächertes Angebot.

### Regelmäßige Veranstaltungen
- HALLia VENEZiA: venezianischer Karneval, immer acht Tage vor Rosenmontag
- Kuchen- und Brunnenfest: historisches Fest der Salzsieder an Pfingsten, seit dem 16. Jahrhundert belegt
- Jakobimarkt: Krämermarkt auf dem Haalplatz und Vergnügungspark auf den Kocherwiesen in Steinbach
- Sommernachtsfest: romantisches Lichterfest im Stadtpark „Ackeranlagen“ mit viel Musik und Feuerwerk
- Mittelalterlicher Markt der Spielleute: in jedem geraden Jahr
- Süddeutscher Käsemarkt: im Hohenloher Freilandmuseum, jeweils im Mai; mit vielen handwerklichen Käseherstellern aus allen Regionen Deutschlands und dem benachbarten Ausland
- Backofenfest: das große Jahresfest im Hohenloher Freilandmuseum mit Markt, frischem Blootz aus den Backöfen, Tanzgruppen, Viehprämierung, Gaukler und Musik; jeweils am letzten Wochenende im September
- Kunsthandwerklicher Weihnachtsmarkt:[40] einer der traditionellsten Kunsthandwerkermärkte Deutschlands, bei dem Künstler und Handwerker ihre Arbeit öffentlich vorführen oder Kinderwerkstätten anbieten und Musiker auftreten; jeweils ab Freitag am Wochenende des ersten Advents
- Weihnachtsmarkt: seit 2011 auf dem historischen Marktplatz, zuvor in der Gelbinger Gasse
- Formula Mundi: Filmfestival.

## Wirtschaft und Infrastruktur
Der Handel ist für Schwäbisch Halls Dienstleistungssektor von großer Bedeutung. Das Einzugsgebiet der Stadt umfasst ca. 160.000 Einwohner. Die Handelszentren außerhalb der Innenstadt, wo im April 2011 mit dem neuen Kocherquartier der Abwanderung des Handels in die Vororte Einhalt geboten wurde, liegen im Westen in der Stadtheide und dem Kerz (gemeinsam mit Michelfeld) und im Osten im Hessentaler Gründle. Seit 2011 findet in Schwäbisch Hall alljährlich im Januar der Deutsche Kongress der Weltmarktführer statt.

### Verkehr

#### Straßenverkehr
Schwäbisch Hall hat eine Anschlussstelle an der Bundesautobahn 6 (Heilbronn–Nürnberg). Ferner führen die Bundesstraßen 14 (Stuttgart–Nürnberg) und 19 (Ulm–Aalen–Schwäbisch Hall–Würzburg) durch das Stadtgebiet.

#### Eisenbahnverkehr
Im Bahnhof Schwäbisch Hall-Hessental trifft die Bahnstrecke Waiblingen–Schwäbisch Hall-Hessental auf die Bahnstrecke Crailsheim–Öhringen–Heilbronn, deren nächster Haltepunkt der Schwäbisch Haller Stadtbahnhof ist.

#### Busverkehr
Den öffentlichen Personennahverkehr (ÖPNV) bedienen mehrere lokale und regionale Buslinien. Alle gehören dem Verkehrsverbund KreisVerkehr Schwäbisch Hall an. Im Stadtgebiet verbinden aktuell 11 Linien des Stadtbusses Schwäbisch Hall die Stadt mit ihren Teilorten. Die regionalen Buslinien werden überwiegend von den beiden in Schwäbisch Hall ansässigen Unternehmen Friedrich Müller und Röhler betrieben. Durch die Verknüpfung der Stadtbuslinien mit den übrigen Linien des Kreisverkehrs Schwäbisch Hall ist die Stadt von allen bedeutenderen Wohnorten des Landkreises mit dem ÖPNV erreichbar. Im Juli 2011 wurde der neue Zentrale Omnibusbahnhof (ZOB) in der Nähe des Kocherquartiers eingeweiht.

#### Radverkehr
Durch Alltagsrouten aus dem Radnetz Baden-Württemberg ist Schwäbisch Hall 
- über den Stadtteil Gelbingen und über Untermünkheim und den Gewerbepark Hohenlohe bei Waldenburg mit Öhringen,
- über die Stadtteile Hessental und Tüngental und über Ilshofen mit Crailsheim und
- über den Stadtteil Steinbach und über Rosengarten (Ortsteile Uttenhofen und Westheim) mit Gaildorf verbunden.

Zudem besteht als touristischer Landes-Radfernweg der Kocher-Jagst-Radweg. Er ist ein Rundkurs entlang der beiden Flüsse Kocher und Jagst zwischen Bad Friedrichshall und einer Querverbindung zwischen den Tälern bei Aalen (Stadtteil Unterkochen) und Lauchheim.
Schwäbisch Hall ist Mitglied in der Arbeitsgemeinschaft Fahrrad- und Fußgängerfreundlicher Kommunen in Baden-Württemberg e. V.

#### Flugverkehr
Über den 2004 neu gestalteten und erweiterten Verkehrslandeplatz Adolf-Würth-Airport ist Schwäbisch Hall mit dem Flugzeug erreichbar. Die Start- und Landebahn hat eine Länge von 1.540 Metern und ist für die Betriebsarten Sicht-, Instrumenten- und Nachtflug ausgestattet.

### Ansässige Unternehmen
Das bekannteste Unternehmen der Stadt ist die Bausparkasse Schwäbisch Hall, deren Tochterunternehmen Schwäbisch Hall Kreditservice ebenfalls hier seinen Sitz hat. Als weitere Bank hat die Sparkasse Schwäbisch Hall-Crailsheim einen ihrer Hauptsitze in der Stadt. Mittelständische Unternehmen, die zum Teil Marktführer in ihren Segmenten sind, dominieren Industrie und Handel in Schwäbisch Hall. Klafs Saunabau ist nach eigenen Aussagen der führende Hersteller von Wellnessanlagen. Die Optima Packaging Group GmbH ist Weltmarktführer bei Maschinen für die Verpackung von Windeln und Damenhygieneprodukten in Folienbeuteln, bei Portionspackungen wie Pads oder Kapseln für Kaffee und Tee und bei Funktionsverschlüssen für Lebensmittel. Mit einem Werk in der Stadt vertreten sind die Recaro Aircraft Seating und der Automobilzulieferer Behr, der Solarmodul-Entwickler Nice Solar Energy GmbH hat hier seinen Sitz. Seit dem Jahr 2020 befindet sich der Hauptsitz der Mustang Holding in Schwäbisch Hall-Hessental. Die Stadtwerke Schwäbisch Hall sind der stadteigene Energie- und Wärmeversorger.

### Landwirtschaft
Das Schwäbisch-Hällische Landschwein ist eine Hausschweinrasse, die vor allem im Nordosten Baden-Württembergs gezüchtet wird. Seit 1988 gibt es mit der Bäuerlichen Erzeugergemeinschaft Schwäbisch Hall (besh) einen Zusammenschluss von Bauernhöfen aus der Region Hohenlohe.

### Medien
- als Tageszeitung erscheint das Haller Tagblatt, gegründet 1788
- mittwochs das Anzeigenblatt KreisKurier
- die Monatszeitschrift alpha press, wurde von 1970 bis 2011[47] vom Club Alpha 60 e. V. herausgegeben
- das freie, nichtkommerzielle Radio StHörfunk sendet seit 1995. Der regionale Hörfunksender Radio Hall war nur kurzfristig (1988–1989) auf Sendung.
- das Stadtmagazin HALLo, herausgegeben von der Stadt, erscheint alle zwei Monate
- der Molino Verlag veröffentlicht Bücher über die Region Schwäbisch Hall und Hohenlohe

### Open Source
In Schwäbisch Hall wird die EDV der Stadtverwaltung mit Open-Source-Software betrieben. Die Stadt entwickelte überdies ein Ratsinformationssystem auf Basis von MediaWiki. Das System wird öffentlich angeboten, und für dessen Nutzung fallen keine Lizenzkosten an.

### Behörden, Gericht und Einrichtungen

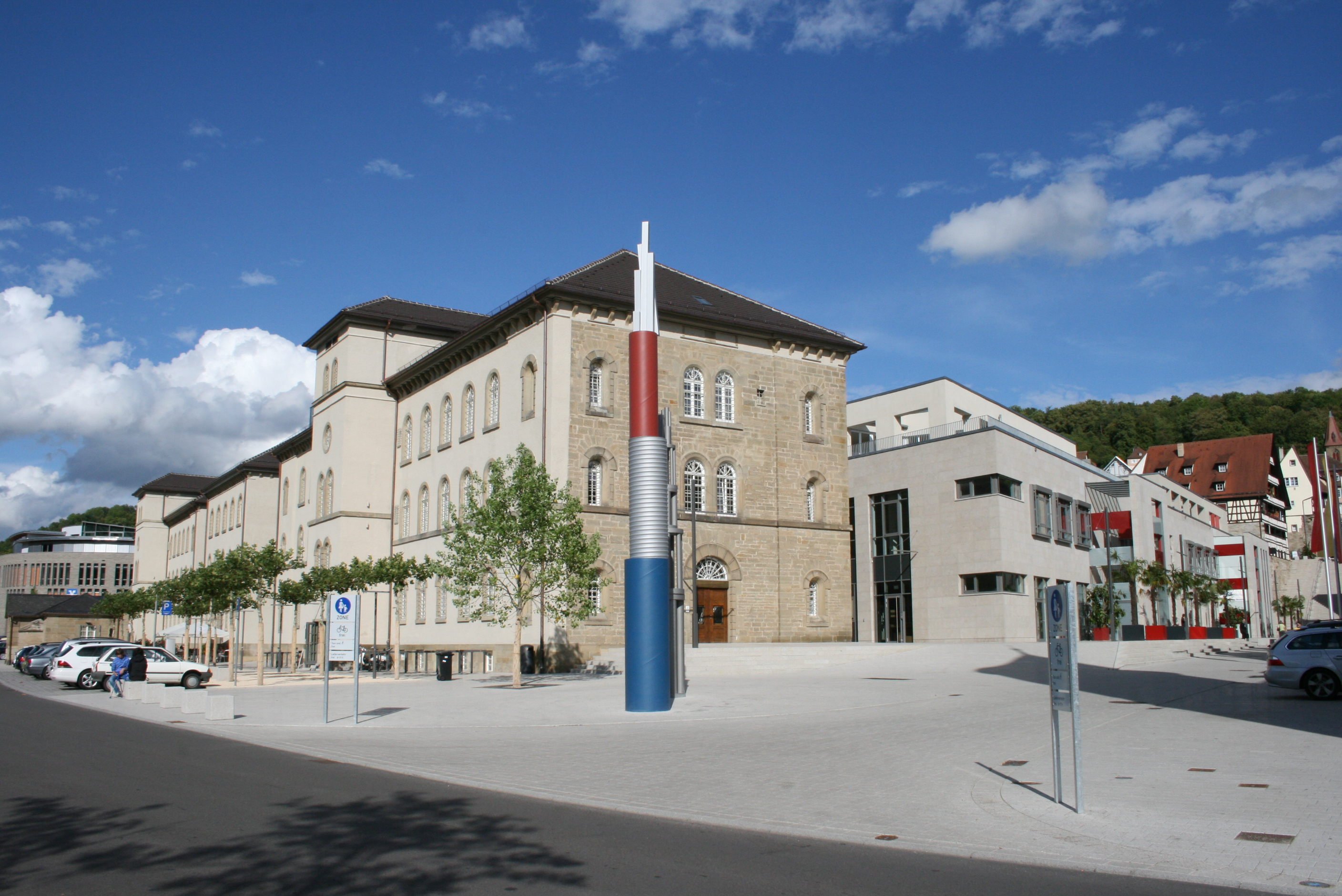
Die ehemalige Justizvollzugsanstalt und das neu errichtete Kocherquartier

Schwäbisch Hall ist Kreissitz des gleichnamigen Landkreises. Ferner gibt es eine Agentur für Arbeit, und ein Finanzamt. Schwäbisch Hall verfügt auch über ein Amtsgericht, das zum Landgerichtsbezirk Heilbronn und zum Oberlandesgerichtsbezirk Stuttgart gehört.
Mit der Einführung des neuen Württembergischen Strafgesetzbuches im Jahr 1839 wurde ein neues Kreisgefängnis in Schwäbisch Hall errichtet, das im Jahre 1847 voll bezogen wurde. Es wurde in einem äußeren Winkel der Stadtmauer auf einem sumpfigen Uferstück am Kocher errichtet („Froschgraben“). Seit 1953 diente das Gebäude als Jugendstrafanstalt des Landes Baden-Württemberg. Im April 1998 wurde nach Fertigstellung neuer Baulichkeiten am Südrand der Haller Stadtheide nahe der Straße nach Gaildorf die jetzige multifunktionale neue Justizvollzugsanstalt in Betrieb genommen. Das Altgebäude der ehemaligen Jugendstrafanstalt dicht an der Altstadt dient nach Leerstand und Umbau ab 2011 als Haus der Bildung.
Die Stadt ist auch Sitz des Kirchenbezirks Schwäbisch Hall der Evangelischen Landeskirche in Württemberg und des Dekanats Schwäbisch Hall des Bistums Rottenburg-Stuttgart.
Das Evangelische Diakoniewerk Schwäbisch Hall ist eine der größten diakonischen Einrichtungen in Baden-Württemberg. Neben einem Krankenhaus der Zentralversorgung, welches umgangssprachlich als Diak bezeichnet wird, werden Wohn- und Pflegestifte, ambulante Pflege sowie Ausbildungsstätten für Pflegeberufe betrieben. Das Krankenhaus ist ein akademisches Lehrkrankenhaus der Universität Heidelberg. Insgesamt werden rund 2300 Mitarbeiter beschäftigt.
Die Stadtbibliothek Schwäbisch Hall verfügt über 60.000 Medien und eine Online-Bibliothek mit 13.000 weiteren digitalen Medien.

### Bildung
Am 2008 gegründeten Campus Schwäbisch Hall, einem Ableger der Hochschule Heilbronn studieren zum WS 2014/15 ca. 950 Studierende. Außerdem gab es von 1984 bis 2013 eine private, staatlich anerkannte Fachhochschule Schwäbisch Hall.
An allgemeinbildenden Schulen hat Schwäbisch Hall zwei Gymnasien (Erasmus-Widmann-Gymnasium im Schulzentrum West und Gymnasium bei St. Michael), zwei Realschulen (Leonhard-Kern-Realschule im Schulzentrum West und Realschule Schenkensee), zwei Hauptschulen (Hauptschule mit Werkrealschule Schenkensee und Thomas-Schweicker-Hauptschule mit Werkrealschule im Schulzentrum West), eine Förderschule (Friedensbergschule) sowie mehrere Grundschulen (Grundschule am Langen Graben sowie je eine Grundschule in den Stadtteilen Bibersfeld, Breitenstein, Gailenkirchen, Gottwollshausen, Hessental, Kreuzäcker, Rollhof, Steinbach und Sulzdorf).
Der Landkreis Schwäbisch Hall ist Träger der drei Beruflichen Schulen (Gewerbliche Schule, Kaufmännische Schule und Sibilla-Egen-Schule – Hauswirtschaftliche Schule), an denen auch jeweils ein Berufliches Gymnasium für Technik, Wirtschaft, Ernährungswissenschaft und Biotechnologie ansässig ist, sowie der Wolfgang-Wendlandt-Schule für Sprachbehinderte.
Folgende Privatschulen runden das schulische Angebot Schwäbisch Halls ab: Altenpflegeschule des Verbandes Schwäbischer Feierabendheime e. V., Evangelische Fachschule für Sozialpädagogik Schwäbisch Hall, Evangelische Schule für Heilerziehungspflege am Heim Sonnenhof, Freie Waldorfschule Schwäbisch Hall, eine Private Schule für Kranke und Krankenpflegeschule am Diakoniekrankenhaus Schwäbisch Hall sowie die Sonnenhofschule für Geistigbehinderte am Heim in freier Trägerschaft mit Schulkindergarten für Geistigbehinderte.
Auf der Comburg befindet sich die Landesakademie für Fortbildung und Personalentwicklung an Schulen.
Seit 1965 beherbergt Schwäbisch Hall auch ein Goethe-Institut. Studenten aus aller Welt lernen hier die deutsche Sprache und Kultur kennen. Das Institut befindet sich im Zentrum der Altstadt im Gebäudekomplex des früheren Haller Spitals, wo bis zu ihrer Schließung auch die Fachhochschule untergebracht war. Neben Deutschkursen finden auch Konzerte, Vorträge, Ausstellungen und das traditionelle Sommerfest statt.

## Namenspatenschaften
Schwäbisch Hall ist Namenspatin des ICE 3 Tz4685 der Deutschen Bahn. Dieser Zug war der erste ICE-Triebzug, der den Londoner Bahnhof St Pancras erreichte.

## Trivia
Im Film Die Feuerzangenbowle (1944) ist die Altstadt von Schwäbisch Hall zu sehen. Das Musikduo Die Doofen erwähnt Schwäbisch Hall in dem 1996 erschienenen Lied Prinzessin de Bahia Tropical.

## Telefonvorwahlen
In der Stadt gilt die Vorwahl 0791. Abweichend hiervon sind Sulzdorf und Tüngental über die 07907 sowie Sittenhardt und Wielandsweiler über die 07977 zu erreichen.